# Wehrhahn-Linie
| Einer der sechs neuen U-Bahnhöfe: Schadowstraße |                             |                                                                         |                                                                         |
| Streckenlänge: | 3,4 km                      |                                                                         |                                                                         |
| Spurweite: | 1435 mm (Normalspur)        |                                                                         |                                                                         |
| Stromsystem: | 750 V Gleichspannung =      |                                                                         |                                                                         |
| Streckengeschwindigkeit: | 70 km/h                     |                                                                         |                                                                         |
| |                             |                                                                         |                                                                         |
| Eröffnung: | 20. Februar 2016            |                                                                         |                                                                         |
| Linien: | U 71 U 72 U 73 U 83         |                                                                         |                                                                         |
| Stationen: | 6                           |                                                                         |                                                                         |
| Baukosten | 843,6 Millionen Euro        |                                                                         |                                                                         |
| Passagiere | werktags 53.100 (geschätzt) |                                                                         |                                                                         |
| Wehrhahn-Linie |                             |                                                                         |                                                                         |
| \| \| \| Straßenbahnzulaufstrecke \| \| \| \| \| Eisenbahnstrecke Duisburg–Düsseldorf \| \| \| \| 0,0 \| Wehrhahn S 1 S 6 S 11 \| Wehrhahn S 1 S 6 S 11 \| \| \| \| Rampe Am Wehrhahn \| \| \| \| 0,59 \| Pempelforter Straße (Pfs) 704 \| Pempelforter Straße (Pfs) 704 \| \| \| 1,1 \| Schadowstraße (Scd) 701 705 706 \| Schadowstraße (Scd) 701 705 706 \| \| \| \| \| \| \| \| 1,5 \| Heinrich-Heine-Allee (Hhu) U 70 U 75 U 76 U 77 U 78 U 79 \| Heinrich-Heine-Allee (Hhu) U 70 U 75 U 76 U 77 U 78 U 79 \| \| \| \| \| \| \| \| 1,9 \| Benrather Straße (Bes) \| Benrather Straße (Bes) \| \| \| \| geplante Verbindung zur Stammstrecke 6 \| \| \| \| \| \| \| \| \| 2,4 \| Graf-Adolf-Platz (Gap) 706 708 709 geplante Kreuzung mit Stammstrecke 6 \| Graf-Adolf-Platz (Gap) 706 708 709 geplante Kreuzung mit Stammstrecke 6 \| \| \| \| \| \| \| \| 2,9 \| Kirchplatz (Kip) \| Kirchplatz (Kip) \| \| \| \| Bauvorleistung in Richtung Witzelstraße \| \| \| \| \| Rampe Elisabethstraße \| \| \| \| 3,5 \| Düsseldorf-Bilk (Bik) S 8 S 11 S 28 \| Düsseldorf-Bilk (Bik) S 8 S 11 S 28 \| \| \| \| Eisenbahnstrecke Neuss–Düsseldorf \| \| \| \| \| Straßenbahnzulaufstrecke \| \| |                             |                                                                         |                                                                         |
| U-Bahn-Strecke |                             | Straßenbahnzulaufstrecke                                                | Straßenbahnzulaufstrecke                                                |
| U-Bahn-Kreuzung mit Eisenbahn geradeaus oben |                             | Eisenbahnstrecke Duisburg–Düsseldorf                                    | Eisenbahnstrecke Duisburg–Düsseldorf                                    |
| U-Bahn-Bahnhof mit S-Bahn-Halt | 0,0                         | Wehrhahn S 1 S 6 S 11                                                   | Wehrhahn S 1 S 6 S 11                                                   |
| U-Bahn-Tunnelanfang |                             | Rampe Am Wehrhahn                                                       | Rampe Am Wehrhahn                                                       |
| U-Bahn-Turmbahnhof (im Tunnel) | 0,59                        | Pempelforter Straße (Pfs) 704                                           | Pempelforter Straße (Pfs) 704                                           |
| U-Bahn-Turmbahnhof (im Tunnel) | 1,1                         | Schadowstraße (Scd) 701 705 706                                         | Schadowstraße (Scd) 701 705 706                                         |
| |                             |                                                                         |                                                                         |
| U-Bahn-Turmbahnhof mit Tunnelstrecke (Strecke geradeaus außer Betrieb) (im Tunnel) | 1,5                         | Heinrich-Heine-Allee (Hhu) U 70 U 75 U 76 U 77 U 78 U 79                | Heinrich-Heine-Allee (Hhu) U 70 U 75 U 76 U 77 U 78 U 79                |
| |                             |                                                                         |                                                                         |
| U-Bahn-Bahnhof (im Tunnel) | 1,9                         | Benrather Straße (Bes)                                                  | Benrather Straße (Bes)                                                  |
| U-Bahn-Abzweig geradeaus und ehemals nach rechts (im Tunnel) |                             | geplante Verbindung zur Stammstrecke 6                                  | geplante Verbindung zur Stammstrecke 6                                  |
| |                             |                                                                         |                                                                         |
| U-Bahn-Turmbahnhof (im Tunnel) | 2,4                         | Graf-Adolf-Platz (Gap) 706 708 709 geplante Kreuzung mit Stammstrecke 6 | Graf-Adolf-Platz (Gap) 706 708 709 geplante Kreuzung mit Stammstrecke 6 |
| |                             |                                                                         |                                                                         |
| U-Bahn-Bahnhof (im Tunnel) | 2,9                         | Kirchplatz (Kip)                                                        | Kirchplatz (Kip)                                                        |
| U-Bahn-Abzweig geradeaus und ehemals nach links (im Tunnel) |                             | Bauvorleistung in Richtung Witzelstraße                                 | Bauvorleistung in Richtung Witzelstraße                                 |
| U-Bahn-Tunnelende |                             | Rampe Elisabethstraße                                                   | Rampe Elisabethstraße                                                   |
| U-Bahn-Bahnhof mit S-Bahn-Halt | 3,5                         | Düsseldorf-Bilk (Bik) S 8 S 11 S 28                                     | Düsseldorf-Bilk (Bik) S 8 S 11 S 28                                     |
| U-Bahn-Kreuzung mit Eisenbahn geradeaus unten |                             | Eisenbahnstrecke Neuss–Düsseldorf                                       | Eisenbahnstrecke Neuss–Düsseldorf                                       |
| U-Bahn-Strecke |                             | Straßenbahnzulaufstrecke                                                | Straßenbahnzulaufstrecke                                                |

Die Wehrhahn-Linie (offizielle Bezeichnung: Stammstrecke 3) ist eine unterirdische Stammstrecke der Düsseldorfer Stadtbahn, betrieben von der Rheinbahn als Teil der Stadtbahn Rhein-Ruhr.
Die Bauarbeiten für die 3,4 Kilometer lange U-Bahn-Strecke mit sechs neuen Bahnhöfen begannen am 28. November 2007. Am 20. Februar 2016 wurde sie eröffnet, der Regelzugbetrieb wurde am 21. Februar 2016 aufgenommen und zugleich die oberirdischen Gleise stillgelegt. Benannt ist die Strecke nach dem S-Bahnhof Wehrhahn, dem nordöstlichen Ausgangspunkt der Strecke bzw. der Straße Am Wehrhahn, unterhalb der ein Teil der unterirdischen Trasse verläuft. Sie wird vom modernen Triebwagentyp NF8U mit Niederflurtechnik befahren.

## Verlauf
Die Wehrhahn-Linie beginnt an der oberirdischen Haltestelle S-Bahnhof Wehrhahn. Einhundert Meter westlich des S-Bahnsteiges, auf Höhe der Adlerstraße, beginnt der Tunnel Richtung Altstadt.
Erste unterirdische Station ist der U-Bahnhof Pempelforter Straße, der auf Höhe der Einmündung der Oststraße unter der Straße Am Wehrhahn liegt. Danach folgt der Tunnel der Schadowstraße, wo er nach wenigen hundert Metern an der Tucht-Insel vor dem ehemaligen Tausendfüßler den U-Bahnhof Schadowstraße erreicht. Im weiteren Verlauf erreicht die Strecke den U-Bahnhof Heinrich-Heine-Allee. Hier besteht Anschluss an die Stadtbahnlinien U70 und U74 bis U79.
Anschließend verläuft die Strecke in südliche Richtung unter der Kasernenstraße zum U-Bahnhof Benrather Straße. Es folgen der U-Bahnhof Graf-Adolf-Platz und der U-Bahnhof Kirchplatz, der letzte unterirdische Bahnhof der Wehrhahn-Linie. In der Einfahrt der jetzigen Haltestelle am Bahnhof Düsseldorf-Bilk taucht die Linie wieder aus dem Untergrund auf.
Die Wehrhahn-Linie kostete insgesamt 929 Millionen Euro.

## U-Bahnhöfe
Alle neuen U-Bahnhöfe wurden von Absolventen der Kunstakademie in Düsseldorf gestaltet. Sie sollen ein künstlerisches Kontinuum bilden.
Nachfolgend sind die U-Bahnhöfe aufgeführt, deren künstlerische Gestalter und das jeweilige Motto:
| U-Bahnhof            | Künstler        | Motto                     |
| -------------------- | --------------- | ------------------------- |
| Pempelforter Straße  | Heike Klussmann | Surround                  |
| Schadowstraße        | Ursula Damm     | Turnstile                 |
| Heinrich-Heine-Allee | Ralf Brög       | Drei Modellräume          |
| Benrather Straße     | Thomas Stricker | Himmel oben, Himmel unten |
| Graf-Adolf-Platz     | Manuel Franke   | Achat                     |
| Kirchplatz           | Enne Haehnle    | Spur X                    |

Ab Ende November 2015 wurden die neuen U-Bahnhöfe der Öffentlichkeit vorgestellt, indem jeweils an den Adventswochenenden zwei Bahnhöfe besichtigt werden konnten.
Bereits mit Fertigstellung des U-Bahnhofs Heinrich-Heine-Allee 1988 wurde auf zwei seiner Ebenen ein Kunstprojekt im Auftrag der Stadt realisiert. Acht Künstler fertigten Gemälde an. Unter ihnen u. a. Adolphe Lechtenberg, Tina Juretzek, Holger Bunk, Herbert Bardenheuer, Bertram Jesdinsky. Der Künstler Peter Royen erhielt den Auftrag für ein Wandrelief auf der ersten Tiefebene.

### Pempelforter Straße
Der U-Bahnhof „Pempelforter Straße“ befindet sich unter der Straße Am Wehrhahn zwischen Cantadorstraße und Oststraße und wurde im Februar 2016 in Betrieb genommen. Er besitzt zwei 90 Meter lange und 4,5 Meter breite Seitenbahnsteige und eine Verteilerebene.
Die Grundfarbe des Bahnhofes ist schwarz-weiß. Er verfügt über fünf Treppenzugänge sowie zwei Aufzuganlagen entlang der Straße „Am Wehrhahn“. Im westlichen Bereich führen drei Treppenzugänge, ergänzt um zwei Rolltreppen, auf der Schadow- und Oststraße in eine große Verteilerebene.
Baubeginn war der 15. März 2008. Im Zuge der Baumaßnahmen wurden die Straßenbahngleise in stadtauswärtiger Richtung Grafenberg umgesetzt, um das Baufeld auf der nördlichen Seite der Straße frei zu räumen. Nach Fertigstellung des Bahnhofes werden die Gleisanlagen auf der Straße „Am Wehrhahn“ demontiert und die freigewordene Fläche für den Straßenverkehr freigestellt.
Der U-Bahnhof wurde während der Planungs- und Bauphase unter der Bezeichnung U-Bahnhof „Jacobistraße/Pempelforter Straße“ geführt. Der endgültige Name lautet jedoch U-Bahnhof „Pempelforter Straße“.

### Schadowstraße

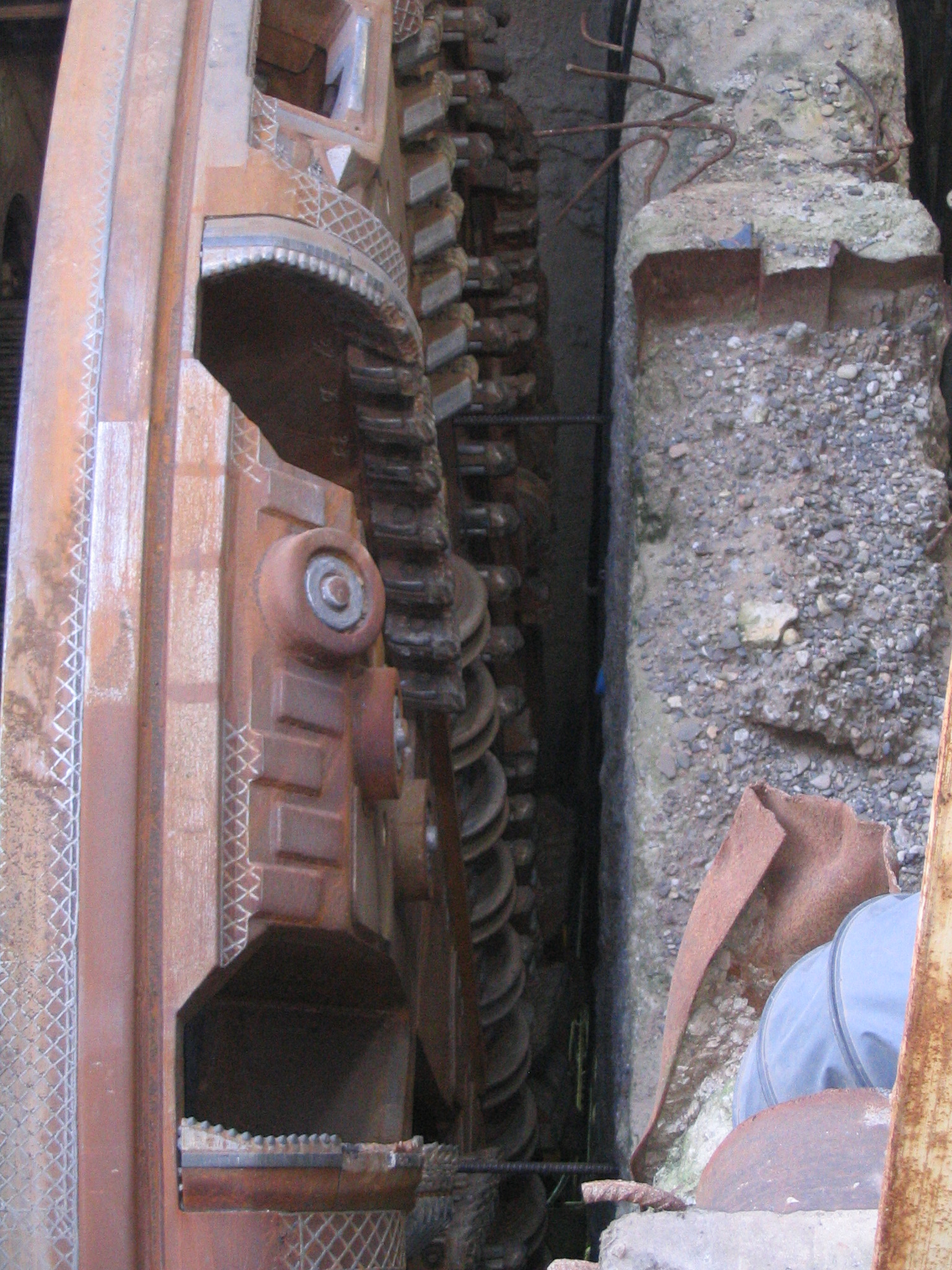
Der Bohrkopf nach der Untergrabung der Schadowstraße im Februar 2012

Direkt unter der Schadowstraße ist bis 2014 der U-Bahnhof „Schadowstraße“ entstanden.
Die Grundfarbe des Bahnhofes ist Blau. Es sind drei Treppenzugänge sowie eine Aufzuganlage entlang der Schadowstraße vorhanden. Im westlichen Bereich führt eine breit angelegte Treppenanlage, ergänzt um zwei Rolltreppen, in eine Verteilerebene. Dort befinden sich der weiter östlich gelegene Aufzug und weitere Treppen zu den 4,5 Meter breiten und 90 Meter langen Seitenbahnsteigen.
Im östlichen Bereich wurden, ebenfalls über eine gemeinsame Verteilerebene miteinander verbunden, zwei Zugänge errichtet. Diese stellen zum einen auf der nördlichen Seite der Schadowstraße/Ecke Bleichstraße mit Treppen und auf der südlichen Seite an der Ecke zur Wagnerstraße mit Rolltreppen die Verbindung zu den Bahnsteigen her.
Für die Gestaltung der U-Bahnhöfe der Wehrhahn-Linie wurde im Vorfeld ein Gestaltungswettbewerb durchgeführt. Der U-Bahnhof Schadowstraße ist durch die Künstlerin Ursula Damm gestaltet worden. Ein Schwerpunkt der Gestaltung ist die Verbindung der Oberfläche mit dem unterirdischen Bahnhof. Mithilfe einer Videoinstallation wird das Geschehen oben über einen Lichtschacht auf eine Glasfläche im U-Bahnhof projiziert. Vor der Projektion wird das Bild nach verschiedenen Parametern analysiert, sodass unten ein interpretiertes Bild des Platzgeschehens gezeigt wird.
Am 26. November 2010 kam es im Bereich des künftigen U-Bahnhofs zu Absackungen, weswegen die darüberliegende Hochstraße, der Tausendfüßler, zeitweise gesperrt wurde. 2013 wurde der Tausendfüßler abgerissen. Der die Hochstraße ersetzende Nord-Süd-Tunnel wurde in mehreren Abschnitten bis November 2015 in Betrieb genommen.

### Heinrich-Heine-Allee
Der U-Bahnhof „Heinrich-Heine-Allee“ ist mit dem Hauptbahnhof die wichtigste Station der Düsseldorfer Stadtbahn. Er liegt im Verlauf der ersten, zweiten und dritten Stammstrecke in der Innenstadt der nordrhein-westfälischen Landeshauptstadt Düsseldorf.
Der unter der Heinrich-Heine-Allee errichtete U-Bahnhof wurde 1988 dem Verkehr übergeben und erschließt seitdem die Einkaufsstraßen Flinger Straße sowie Bolkerstraße. In der ersten Ebene befindet sich die Einkaufspassage Heinrich-Heine-Galerie mit mehreren kleinen Geschäften sowie Zugängen zu den Kaufhäusern Galeria Kaufhof und Carsch-Haus. Durch die Verbindung zu den gleichnamigen oberirdischen Bus-Haltestellen ist dies auch einer der wichtigsten Umsteigepunkte in Düsseldorf.
Im April 2008 begannen die Bauarbeiten für den dritten Bahnsteig des Bahnhofes. Da dieser Bahnsteig seit 1984 schon im Rohbau bestand, fiel der Aufwand geringer aus. Der Bahnsteig ist 90 Meter lang und 8,8 Meter breit. Die Grundfarben sind Violett und Grau.
Von Juli 2012 bis Mai 2013 wurde der Untergrund unter dem benachbarten Gebäude eines Kaufhauses vereist, um den letzten etwa 75 Meter langen Bauabschnitt zu vollenden. Am 6. Mai 2013 fand die offizielle Tunneltaufe statt. Tunnelpatin des letzten Abschnitts wurde die ehemalige Oberbürgermeisterin Marlies Smeets. Statt mit der Tunnelbohrmaschine, wurde dieses Teilstück ausschließlich im Tagebau ausgehoben. Allein dieser Bauabschnitt kostete die Stadt 71 Millionen Euro. Bis zur zweiten Hälfte von 2016 wurden die Arbeiten für die neuen Tunnelbereichen beendet und die Straßenbahnen fahren seitdem unterirdisch. Die vorhandenen oberirdischen Gleisanlagen werden nicht mehr benötigt; sie werden bei der nächsten Umgestaltung der Heinrich-Heine-Allee wohl entfernt.

### Benrather Straße
Unter der Kasernenstraße entstand der neue U-Bahnhof „Benrather Straße“. Es wurden zwei Treppenzugänge sowie zwei Aufzuganlagen entlang der Kasernenstraße gebaut. Im westlichen Bereich führt eine auf- und eine abwärtsführende Rolltreppe in eine Verteilerebene. Im Osten gibt es eine aufführende Rolltreppe und eine Festtreppe. Im südlichen Teil liegen die zwei Aufzüge, jeweils einer pro Straßenseite, die direkt zu den Gleisen führen. In der Verteilerebene kann man durch weitere Fahr- sowie Festtreppen zu den 4,5 Meter breiten und 90 Meter langen Seitenbahnsteigen gelangen.
Für die Gestaltung der U-Bahnhöfe der Wehrhahn-Linie wurde im Vorfeld ein Gestaltungswettbewerb durchgeführt. Der U-Bahnhof Benrather Straße wurde durch den Künstler Thomas Stricker gestaltet. Der Name des Projekts ist „Himmel oben – Himmel unten“ und verwandelt den U-Bahnhof in eine Art optisches Universum.

### Graf-Adolf-Platz

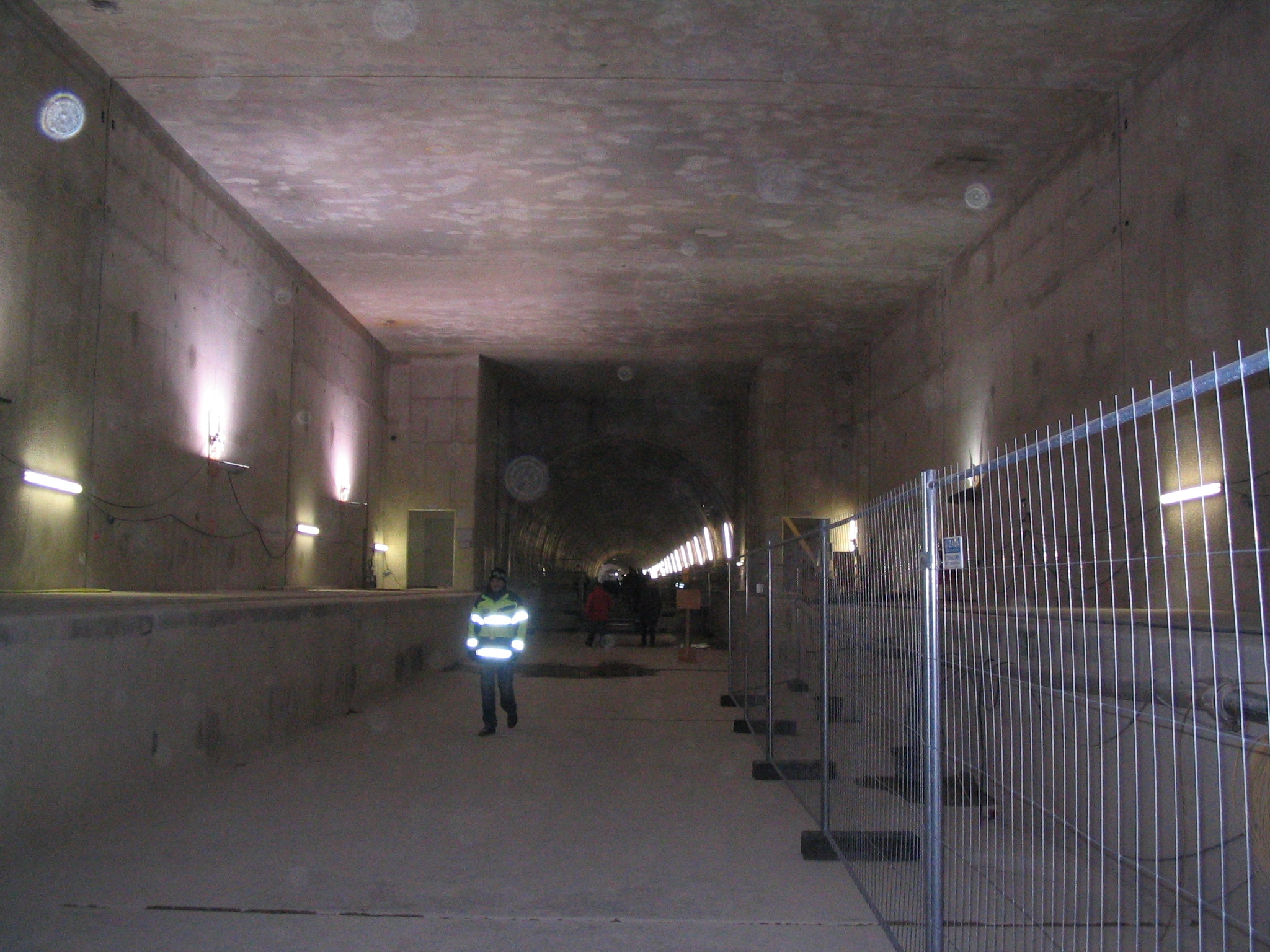
Rohbau des U-Bahnhofs Graf-Adolf-Platz im Dezember 2012

Der U-Bahnhof „Graf-Adolf-Platz“ befindet sich unmittelbar unter der Elisabethstraße direkt am Graf-Adolf-Platz. Sollte die Stammstrecke 6 in Richtung Hafen tatsächlich gebaut werden, würde der Bahnhof zum Turmbahnhof umgebaut werden. Es ist nicht bekannt, ob hierfür bereits Bauvorleistungen durchgeführt wurden.
Die Grundfarbe des Bahnhofs ist Grün. Der Bahnhof besteht aus einer Verteilerebene sowie zwei Seitenbahnsteigen mit 90 Meter Länge sowie 4,5 Meter Breite. Es gibt drei Treppenzugänge sowie zwei Aufzüge, die die beiden Bahnsteige direkt mit der Straßenoberfläche verbinden.
Der Rohbau wurde bereits im Jahr 2012 fertiggestellt. Damals war er der am weitesten fortgeschrittene Bahnhof der Neubaustrecke. Im Februar/März 2013 wurden die Schienen verlegt.

### Kirchplatz
Unter der Elisabethstraße (Ecke Fürstenwall) entstand der neue U-Bahnhof „Kirchplatz“.
Dies ist der letzte in südliche Richtung unterirdisch verlaufende U-Bahnhof der Wehrhahn-Linie. Er besitzt zwei Seitenbahnsteige mit jeweils 90 Meter Länge und 4,5 Meter Breite. Des Weiteren hat er eine großzügige Verteilerebene mit drei Ausgängen und zwei Aufzügen: zwei davon am Fürstenwall und einer direkt am Kirchplatz. Baubeginn des Bahnhofes war im März 2008.

## Zulaufstrecken
Die Wehrhahn-Linie hat sechs Zulaufstrecken. Diese haben größtenteils einen eigenen Bahnkörper.

### U71 Nord
| \| \| \| von Wehrhahn (s. o.) \| \| \| \| 708 von D-Polizeipräsidium \| \| \| \| Uhlandstraße U72, U73, U83, 708 \| \| \| \| U72 nach Ratingen Mitte, U73 nach D-Gerresheim, U83 nach Gerresheim/Krankenhaus (s. u.) \| \| \| \| 706 von D-Hamm \| \| \| \| Schillerplatz 706, 708 \| \| \| \| Brehmplatz 706, 708 \| \| \| \| 706 nach Merowingerstr \| \| \| \| Grunerstraße 708 \| \| \| \| Hansaplatz 708 \| \| \| \| Heinrichstraße U71, 701, 708 \| \| \| \| Haeseler Straße 701 \| \| \| \| Am Schein 701 \| \| \| \| D-Rath Mitte S6, 701 \| \| \| \| Rotdornstraße 701 \| \| \| \| D-Rath S6, U71, 701 \| \| \| \| Straßenbahnzulaufstrecke \| |  |                                                                                         |                                                                                         |
| U-Bahn-Strecke |  | von Wehrhahn (s. o.)                                                                    | von Wehrhahn (s. o.)                                                                    |
| U-Bahn-Abzweig geradeaus und von rechts |  | 708 von D-Polizeipräsidium                                                              | 708 von D-Polizeipräsidium                                                              |
| U-Bahn-Haltepunkt / Haltestelle |  | Uhlandstraße U72, U73, U83, 708                                                         | Uhlandstraße U72, U73, U83, 708                                                         |
| U-Bahn-Abzweig geradeaus und nach rechts |  | U72 nach Ratingen Mitte, U73 nach D-Gerresheim, U83 nach Gerresheim/Krankenhaus (s. u.) | U72 nach Ratingen Mitte, U73 nach D-Gerresheim, U83 nach Gerresheim/Krankenhaus (s. u.) |
| U-Bahn-Abzweig geradeaus und von links |  | 706 von D-Hamm                                                                          | 706 von D-Hamm                                                                          |
| U-Bahn-Haltepunkt / Haltestelle |  | Schillerplatz 706, 708                                                                  | Schillerplatz 706, 708                                                                  |
| U-Bahn-Haltepunkt / Haltestelle |  | Brehmplatz 706, 708                                                                     | Brehmplatz 706, 708                                                                     |
| U-Bahn-Abzweig geradeaus und nach rechts |  | 706 nach Merowingerstr                                                                  | 706 nach Merowingerstr                                                                  |
| U-Bahn-Haltepunkt / Haltestelle |  | Grunerstraße 708                                                                        | Grunerstraße 708                                                                        |
| U-Bahn-Haltepunkt / Haltestelle |  | Hansaplatz 708                                                                          | Hansaplatz 708                                                                          |
| |  | Heinrichstraße U71, 701, 708                                                            |                                                                                         |
| U-Bahn-Haltepunkt / Haltestelle |  | Haeseler Straße 701                                                                     | Haeseler Straße 701                                                                     |
| U-Bahn-Haltepunkt / Haltestelle |  | Am Schein 701                                                                           | Am Schein 701                                                                           |
| U-Bahn-Haltepunkt / Haltestelle |  | D-Rath Mitte S6, 701                                                                    | D-Rath Mitte S6, 701                                                                    |
| U-Bahn-Haltepunkt / Haltestelle |  | Rotdornstraße 701                                                                       | Rotdornstraße 701                                                                       |
| |  | D-Rath S6, U71, 701                                                                     |                                                                                         |
| U-Bahn-Strecke (außer Betrieb) |  | Straßenbahnzulaufstrecke                                                                | Straßenbahnzulaufstrecke                                                                |

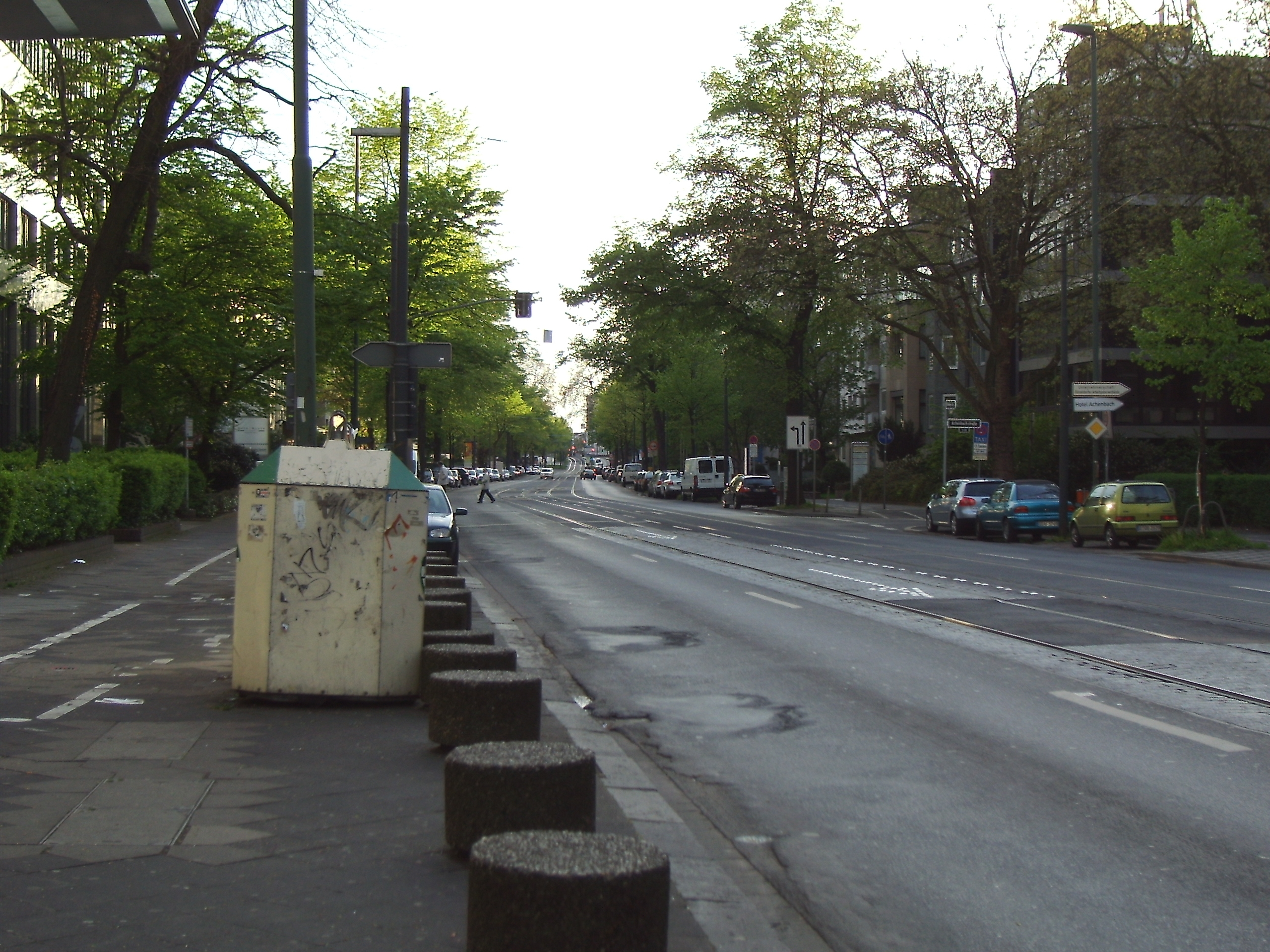
Bislang besteht auf der Grafenberger Allee noch kein eigener Bahnkörper für die Strecke der zukünftigen Linien U72 und U73

Die nördliche Außenstrecke beginnt am Bahnhof Düsseldorf Wehrhahn. Dort besteht Anschluss an verschiedene S-Bahn-Linien in Richtung Essen, Dortmund, Duisburg, Köln und Solingen. Ursprünglich sollte die U71 über die Grafenberger Allee und die Ludenberger Straße zum Gerresheimer Krankenhaus geführt werden.
Am 16. November 2011 stellte die Stadt Düsseldorf in einer Pressemitteilung eine Linienführung der U71 ab der Uhlandstraße über den Linienweg der Straßenbahnlinie 708 bis zur Heinrichstraße, weiter über die Strecke der Linie 701 bis Rath S-Bahnhof und zukünftig bis zum ISS-Dome vor. Die Verwaltung brachte am 23. November 2011 ihren Konzeptvorschlag zum „ÖPNV-Straßenbahn- und Stadtbahnnetz nach der Inbetriebnahme der Wehrhahn-Linie“ in den Ordnungs- und Verkehrsausschuss ein.

Jedoch wurde der Vorschlag zur Verlängerung der Linie U71 zum ISS Dome zurückgewiesen. Stattdessen wird ab 7. Januar 2018 der Abschnitt Rath  – DOME/Am Hülserhof von der Linie 701 übernommen. Dies gilt zunächst auch für die Verstärkungsfahrten bei Veranstaltungen im ISS Dome, die ab bzw. zur Haltestelle „Sternstraße“ verkehren. Einige Züge der Linie U71 verkehren ab 7. Januar 2018 bis Rath .

### U72 Nord/Grafenberger Allee
| \| \| \| von Wehrhahn (s. o.) \| \| \| \| 708 von Polizeipräsidium \| \| \| \| Uhlandstraße U71, U73, U83, 708 \| \| \| \| U71, 708 nach Heinrichstr. (s. o.) \| \| \| \| 706 von D-Hamm \| \| \| \| Lindemannstraße U73, U83, 706 \| \| \| \| 706 nach Merowingerstr. \| \| \| \| 709 von Neuss Hbf \| \| \| \| Engerstraße U73, U83, 709 \| \| \| \| Schlüterstraße/Arbeitsagentur U73, U83, 709 \| \| \| \| U83, 709 nach Gerresheim / Krankenhaus, U73 nach D-Gerresheim (s. u.) \| \| \| \| Vautierstraße \| \| \| \| Graf-Recke-Straße \| \| \| \| Mörsenbroicher Weg \| \| \| \| Rather Broich \| \| \| \| Rather Waldstadion (Übergang zu D-Rath Bf S6) \| \| \| \| Oberrath \| \| \| \| Hirschweg \| \| \| \| Hubertushain \| \| \| \| Wendeanlage Hubertushain \| \| \| \| Stadtgrenze (Düsseldorf/Ratingen) \| \| \| \| Felderhof \| \| \| \| Gerhardstraße \| \| \| \| Europaring \| \| \| \| Weststraße \| \| \| \| Ratingen Mitte U72 \| |  |                                                                       |                                                                       |
| U-Bahn-Strecke |  | von Wehrhahn (s. o.)                                                  | von Wehrhahn (s. o.)                                                  |
| U-Bahn-Abzweig geradeaus und von rechts |  | 708 von Polizeipräsidium                                              | 708 von Polizeipräsidium                                              |
| U-Bahn-Haltepunkt / Haltestelle |  | Uhlandstraße U71, U73, U83, 708                                       | Uhlandstraße U71, U73, U83, 708                                       |
| U-Bahn-Abzweig geradeaus und nach links |  | U71, 708 nach Heinrichstr. (s. o.)                                    | U71, 708 nach Heinrichstr. (s. o.)                                    |
| U-Bahn-Abzweig geradeaus und von rechts |  | 706 von D-Hamm                                                        | 706 von D-Hamm                                                        |
| U-Bahn-Haltepunkt / Haltestelle |  | Lindemannstraße U73, U83, 706                                         | Lindemannstraße U73, U83, 706                                         |
| U-Bahn-Abzweig geradeaus und nach links |  | 706 nach Merowingerstr.                                               | 706 nach Merowingerstr.                                               |
| U-Bahn-Abzweig geradeaus und von rechts |  | 709 von Neuss Hbf                                                     | 709 von Neuss Hbf                                                     |
| U-Bahn-Haltepunkt / Haltestelle |  | Engerstraße U73, U83, 709                                             | Engerstraße U73, U83, 709                                             |
| U-Bahn-Haltepunkt / Haltestelle |  | Schlüterstraße/Arbeitsagentur U73, U83, 709                           | Schlüterstraße/Arbeitsagentur U73, U83, 709                           |
| U-Bahn-Abzweig geradeaus und nach rechts |  | U83, 709 nach Gerresheim / Krankenhaus, U73 nach D-Gerresheim (s. u.) | U83, 709 nach Gerresheim / Krankenhaus, U73 nach D-Gerresheim (s. u.) |
| U-Bahn-Haltepunkt / Haltestelle |  | Vautierstraße                                                         | Vautierstraße                                                         |
| U-Bahn-Haltepunkt / Haltestelle |  | Graf-Recke-Straße                                                     | Graf-Recke-Straße                                                     |
| U-Bahn-Haltepunkt / Haltestelle |  | Mörsenbroicher Weg                                                    | Mörsenbroicher Weg                                                    |
| U-Bahn-Haltepunkt / Haltestelle |  | Rather Broich                                                         | Rather Broich                                                         |
| U-Bahn-Haltepunkt / Haltestelle |  | Rather Waldstadion (Übergang zu D-Rath Bf S6)                         | Rather Waldstadion (Übergang zu D-Rath Bf S6)                         |
| U-Bahn-Haltepunkt / Haltestelle |  | Oberrath                                                              | Oberrath                                                              |
| U-Bahn-Haltepunkt / Haltestelle |  | Hirschweg                                                             | Hirschweg                                                             |
| U-Bahn-Haltepunkt / Haltestelle |  | Hubertushain                                                          | Hubertushain                                                          |
| |  | Wendeanlage Hubertushain                                              |                                                                       |
| U-Bahn-Grenze |  | Stadtgrenze (Düsseldorf/Ratingen)                                     | Stadtgrenze (Düsseldorf/Ratingen)                                     |
| U-Bahn-Haltepunkt / Haltestelle |  | Felderhof                                                             | Felderhof                                                             |
| U-Bahn-Haltepunkt / Haltestelle |  | Gerhardstraße                                                         | Gerhardstraße                                                         |
| U-Bahn-Haltepunkt / Haltestelle |  | Europaring                                                            | Europaring                                                            |
| U-Bahn-Haltepunkt / Haltestelle |  | Weststraße                                                            | Weststraße                                                            |
| |  | Ratingen Mitte U72                                                    |                                                                       |

Im Zuge der Umbauarbeiten der Zulaufstrecke auf der Grafenberger Allee wurden die Abzweigungen zu anderen Straßenbahnstrecken stillgelegt und abgebaut. An der Haltestelle Schlüterstraße/Arbeitsagentur biegt die Linie U72 in Richtung Ratingen ab. An dieser Stelle besteht Anschluss an die Linien U73 in Richtung Gerresheim und die U83 und 709 in Richtung Gerresheim / Krankenhaus.
Der weitere Verlauf ist eine der ältesten Strecken Düsseldorfs. Sie verläuft auf einem eigenen Bahnkörper in Richtung Rather Broich.
Bis 1920 existierte nördlich der heutigen Haltestelle ein Straßenbahndepot mit dem Namen „Rath Central“. Nach dem Haltepunkt verläuft die Strecke durch den Rather Wald. Hinter dem Haltepunkt Hubertushain passiert die Strecke die Stadtgrenze zwischen Düsseldorf und Ratingen. Sechs Haltestellen befinden sich auf Ratinger Stadtgebiet:
- Felderhof
- Gerhardstraße (früher Mädchenheim)
- Europaring
- Weststraße
- Grabenstraße (nur in Richtung Düsseldorf)
- Ratingen Mitte (früher Ratingen, Hans-Böckler-Straße)

Bis zum Jahr 1990 gab es Planungen, die Strecke nach Ratingen zu einer kreuzungsfreien Stadtbahnstrecke umzubauen und in Ratingen unterirdisch zu führen. Allerdings sind diese Überlegungen seitdem vollständig fallen gelassen worden.

Im Oktober und November 2010 wurde der Streckenabschnitt von der Schlüterstraße nach Ratingen auf Niederflur-Stadtbahn-Standard umgebaut. Seitdem verkehren auf der Linie 712 NF8U in Doppeltraktion. Die umgebaute Endhaltestelle in Ratingen wurde am 19. Mai 2018 eröffnet.

### U73 Ost
| \| \| \| von Uhlandstraße (s. o.) \| \| \| \| U71, 708 nach Heinrichstr. (s. o.) \| \| \| \| 706 von D-Hamm \| \| \| \| Lindemannstraße U72, U83, 706 \| \| \| \| 706 nach Merowingerstr. \| \| \| \| Engerstraße U72, U83, 709 \| \| \| \| Schlüterstraße/Arbeitsagentur U72, U83, 709 \| \| \| \| U72 nach Ratingen (s. o.) \| \| \| \| Staufenplatz U83, 709 \| \| \| \| Pöhlenweg U83, 709 \| \| \| \| Vor der Hardt (nur Richtung Wehrhahn, bis 2024) \| \| \| \| Auf der Hardt/LVR-Klinikum U83, 709 (s. u.) \| \| \| \| U83, 709 nach Gerresheim, Krankenhaus \| \| \| \| Friedingstraße \| \| \| \| Von-Gahlen-Straße \| \| \| \| Gerresheim Rathaus \| \| \| \| Schönaustraße \| \| \| \| Dörpfeldstraße \| \| \| \| Hardenbergstraße \| \| \| \| Morper Straße \| \| \| \| Geplante Verlängerung ins Glasmacherviertel \| \| \| \| Gerresheim S8, S28, S68, U73 \| \| \| \| Wendeschleife Gerresheim U73 \| \| \| \| Gerresheim S8, S28, S68 \| \| \| \| Düsselpark Süd \| \| \| \| Nach den Mauresköthen, U73 \| \| \| \| Wendeschleife \| |  |                                                 |                                                 |
| U-Bahn-Strecke |  | von Uhlandstraße (s. o.)                        | von Uhlandstraße (s. o.)                        |
| U-Bahn-Abzweig geradeaus und nach links |  | U71, 708 nach Heinrichstr. (s. o.)              | U71, 708 nach Heinrichstr. (s. o.)              |
| U-Bahn-Abzweig geradeaus und von rechts |  | 706 von D-Hamm                                  | 706 von D-Hamm                                  |
| U-Bahn-Haltepunkt / Haltestelle |  | Lindemannstraße U72, U83, 706                   | Lindemannstraße U72, U83, 706                   |
| U-Bahn-Abzweig geradeaus und nach links |  | 706 nach Merowingerstr.                         | 706 nach Merowingerstr.                         |
| U-Bahn-Haltepunkt / Haltestelle |  | Engerstraße U72, U83, 709                       | Engerstraße U72, U83, 709                       |
| U-Bahn-Haltepunkt / Haltestelle |  | Schlüterstraße/Arbeitsagentur U72, U83, 709     | Schlüterstraße/Arbeitsagentur U72, U83, 709     |
| U-Bahn-Abzweig geradeaus und nach links |  | U72 nach Ratingen (s. o.)                       | U72 nach Ratingen (s. o.)                       |
| U-Bahn-Haltepunkt / Haltestelle |  | Staufenplatz U83, 709                           | Staufenplatz U83, 709                           |
| U-Bahn-Haltepunkt / Haltestelle |  | Pöhlenweg U83, 709                              | Pöhlenweg U83, 709                              |
| ehemaliger U-Bahn-Bahnhof |  | Vor der Hardt (nur Richtung Wehrhahn, bis 2024) | Vor der Hardt (nur Richtung Wehrhahn, bis 2024) |
| U-Bahn-Haltepunkt / Haltestelle |  | Auf der Hardt/LVR-Klinikum U83, 709 (s. u.)     | Auf der Hardt/LVR-Klinikum U83, 709 (s. u.)     |
| U-Bahn-Abzweig geradeaus und nach links |  | U83, 709 nach Gerresheim, Krankenhaus           | U83, 709 nach Gerresheim, Krankenhaus           |
| U-Bahn-Haltepunkt / Haltestelle |  | Friedingstraße                                  | Friedingstraße                                  |
| U-Bahn-Haltepunkt / Haltestelle |  | Von-Gahlen-Straße                               | Von-Gahlen-Straße                               |
| U-Bahn-Haltepunkt / Haltestelle |  | Gerresheim Rathaus                              | Gerresheim Rathaus                              |
| U-Bahn-Haltepunkt / Haltestelle |  | Schönaustraße                                   | Schönaustraße                                   |
| U-Bahn-Haltepunkt / Haltestelle |  | Dörpfeldstraße                                  | Dörpfeldstraße                                  |
| U-Bahn-Haltepunkt / Haltestelle |  | Hardenbergstraße                                | Hardenbergstraße                                |
| U-Bahn-Haltepunkt / Haltestelle |  | Morper Straße                                   | Morper Straße                                   |
| U-Bahn-Strecke von links (außer Betrieb) · U-Bahn-Abzweig geradeaus und ehemals nach rechts |  | Geplante Verlängerung ins Glasmacherviertel     | Geplante Verlängerung ins Glasmacherviertel     |
| U-Bahn-Strecke (außer Betrieb) · U-Bahn-Bahnhof |  | Gerresheim S8, S28, S68, U73                    | Gerresheim S8, S28, S68, U73                    |
| U-Bahn-Strecke (außer Betrieb) |  | Wendeschleife Gerresheim U73                    | Wendeschleife Gerresheim U73                    |
| U-Bahn-Bahnhof (Strecke außer Betrieb) |  | Gerresheim S8, S28, S68                         | Gerresheim S8, S28, S68                         |
| U-Bahn-Haltepunkt / Haltestelle (Strecke außer Betrieb) |  | Düsselpark Süd                                  | Düsselpark Süd                                  |
| U-Bahn-Haltepunkt / Haltestelle (Strecke außer Betrieb) |  | Nach den Mauresköthen, U73                      | Nach den Mauresköthen, U73                      |
| |  | Wendeschleife                                   |                                                 |

Nach der Haltestelle Schlüterstraße/Arbeitsagentur geht es weiter zur Haltestelle Burgmüllerstraße, wo ein Abzweig zu einer Wendeschleife besteht. Nach der Haltestelle Pöhlenweg wird die Linie die Hardt befahren.
Hinter der Hardt in Düsseldorf-Gerresheim biegen die U83 und die 709 in Richtung Gerresheim Krankenhaus ab. Anschließend führt sie am alten Ortskern Gerresheims vorbei zum südlich davon gelegenen S-Bahnhof Gerresheim.

Ursprünglich war geplant, die Strecke über diesen Bahnhof hinaus bis nach Düsseldorf-Vennhausen zu verlängern. Da eine Verlegung der Gleise über die neue Straßenbrücke östlich des Bahnhofes Gerresheim zu kostspielig war, wurden diese Planungen komplett zurückgestellt. Im Entwurf des neuen Nahverkehrsplans (2017) ist nun eine kurze Verlängerung in das neu entstehende Glasmacherviertel (auf dem Gelände der früheren Gerresheimer Glashütte) zu einer neuen Endhaltestelle „Nach den Mauresköthen“ vorgesehen.

### U83 Ost
| \| \| \| von Uhlandstraße (s. o.) \| \| \| \| U71, 708 nach Heinrichstr. (s. o.) \| \| \| \| 706 von D-Hamm \| \| \| \| Lindemannstraße U72, U73, 706 \| \| \| \| 706 nach Merowingerstr. \| \| \| \| 709 von Neuss Hbf \| \| \| \| Engerstraße U72, U73, 709 \| \| \| \| Schlüterstraße/Arbeitsagentur U72, U73, 709 \| \| \| \| U72 nach Ratingen (s. o.) \| \| \| \| Staufenplatz U73, 709 \| \| \| \| Pöhlenweg U73, 709 \| \| \| \| Vor der Hardt (nur Richtung Wehrhahn, bis 2024) \| \| \| \| Auf der Hardt/LVR-Klinikum U73, 709 (s. u.) \| \| \| \| U73 nach Gerresheim \| \| \| \| Heinrich-Könn-Straße U83, 709 \| \| \| \| Gerresheim, Krankenhaus U83, 709 \| |  |                                                 |                                                 |
| U-Bahn-Strecke |  | von Uhlandstraße (s. o.)                        | von Uhlandstraße (s. o.)                        |
| U-Bahn-Abzweig geradeaus und nach links |  | U71, 708 nach Heinrichstr. (s. o.)              | U71, 708 nach Heinrichstr. (s. o.)              |
| U-Bahn-Abzweig geradeaus und von rechts |  | 706 von D-Hamm                                  | 706 von D-Hamm                                  |
| U-Bahn-Haltepunkt / Haltestelle |  | Lindemannstraße U72, U73, 706                   | Lindemannstraße U72, U73, 706                   |
| U-Bahn-Abzweig geradeaus und nach links |  | 706 nach Merowingerstr.                         | 706 nach Merowingerstr.                         |
| U-Bahn-Abzweig geradeaus und von rechts |  | 709 von Neuss Hbf                               | 709 von Neuss Hbf                               |
| U-Bahn-Haltepunkt / Haltestelle |  | Engerstraße U72, U73, 709                       | Engerstraße U72, U73, 709                       |
| U-Bahn-Haltepunkt / Haltestelle |  | Schlüterstraße/Arbeitsagentur U72, U73, 709     | Schlüterstraße/Arbeitsagentur U72, U73, 709     |
| U-Bahn-Abzweig geradeaus und nach links |  | U72 nach Ratingen (s. o.)                       | U72 nach Ratingen (s. o.)                       |
| U-Bahn-Haltepunkt / Haltestelle |  | Staufenplatz U73, 709                           | Staufenplatz U73, 709                           |
| U-Bahn-Haltepunkt / Haltestelle |  | Pöhlenweg U73, 709                              | Pöhlenweg U73, 709                              |
| ehemaliger U-Bahn-Bahnhof |  | Vor der Hardt (nur Richtung Wehrhahn, bis 2024) | Vor der Hardt (nur Richtung Wehrhahn, bis 2024) |
| U-Bahn-Haltepunkt / Haltestelle |  | Auf der Hardt/LVR-Klinikum U73, 709 (s. u.)     | Auf der Hardt/LVR-Klinikum U73, 709 (s. u.)     |
| U-Bahn-Abzweig geradeaus und nach rechts |  | U73 nach Gerresheim                             | S-bahn                                          |
| U-Bahn-Haltepunkt / Haltestelle |  | Heinrich-Könn-Straße U83, 709                   | Heinrich-Könn-Straße U83, 709                   |
| |  | Gerresheim, Krankenhaus U83, 709                |                                                 |

Die U83 läuft vom Bahnhof Bilk parallel zur U73. Vor der Haltestelle Engerstraße trifft sie auf die 709, die sie bis zur Endhaltestelle begleitet. Nach der Haltestelle Auf der Hardt/LVR-Klinikum zweigt die U73 nach Gerresheim ab.

### U73 Süd
| \| \| \| von D-Bilk (s. o.) \| \| \| \| U71 und U83 nach Hellriegelstr. \| \| \| \| 704 von Merziger Str., 705 von D-Unterrath \| \| \| \| Karolingerplatz U72, 704, 705 \| \| \| \| 705, 706 nach Merowingerstr \| \| \| \| Auf’m Hennekamp U72, 704, 706 \| \| \| \| 706 nach D-Hamm \| \| \| \| Uni-Kliniken U72, 704 \| \| \| \| Universität Nord/Christophstr U72, 704 \| \| \| \| Christophstraße Schleife 704 \| \| \| \| U72 (s. u.) nach Benrath, U79 von Oberbilk \| \| \| \| Südpark U79 \| \| \| \| Universität Ost/Botanischer Garten U73, U79 \| \| \| \| Universität Ost Schleife \| |  |                                             |                                             |
| U-Bahn-Strecke |  | von D-Bilk (s. o.)                          | von D-Bilk (s. o.)                          |
| U-Bahn-Abzweig geradeaus und nach rechts |  | U71 und U83 nach Hellriegelstr.             | U71 und U83 nach Hellriegelstr.             |
| U-Bahn-Abzweig geradeaus und von links |  | 704 von Merziger Str., 705 von D-Unterrath  | 704 von Merziger Str., 705 von D-Unterrath  |
| U-Bahn-Haltepunkt / Haltestelle |  | Karolingerplatz U72, 704, 705               | Karolingerplatz U72, 704, 705               |
| U-Bahn-Abzweig geradeaus, nach rechts und von rechts |  | 705, 706 nach Merowingerstr                 | 705, 706 nach Merowingerstr                 |
| U-Bahn-Haltepunkt / Haltestelle |  | Auf’m Hennekamp U72, 704, 706               | Auf’m Hennekamp U72, 704, 706               |
| U-Bahn-Abzweig geradeaus und nach links |  | 706 nach D-Hamm                             | 706 nach D-Hamm                             |
| U-Bahn-Haltepunkt / Haltestelle |  | Uni-Kliniken U72, 704                       | Uni-Kliniken U72, 704                       |
| U-Bahn-Haltepunkt / Haltestelle |  | Universität Nord/Christophstr U72, 704      | Universität Nord/Christophstr U72, 704      |
| |  | Christophstraße Schleife 704                |                                             |
| U-Bahn-Abzweig geradeaus, nach links und von links |  | U72 (s. u.) nach Benrath, U79 von Oberbilk  | U72 (s. u.) nach Benrath, U79 von Oberbilk  |
| U-Bahn-Haltepunkt / Haltestelle |  | Südpark U79                                 | Südpark U79                                 |
| U-Bahn-Haltepunkt / Haltestelle |  | Universität Ost/Botanischer Garten U73, U79 | Universität Ost/Botanischer Garten U73, U79 |
| |  | Universität Ost Schleife                    |                                             |

Hinter dem S-Bahnhof Düsseldorf-Bilk biegt die Strecke der U72 und U73 auf die Brunnen- und anschließend auf die Witzelstraße ab. Es folgen die Haltestellen Uni-Kliniken und Universität Nord/Christophstraße. Südlich der Haltestelle existiert eine Wendeschleife, die von der Linie 704 bedient wird. An der Haltestelle Südpark zweigt die U72 von der Strecke der U73 ab. 500 m nördlich der derzeitigen Endstelle Universität Ost/Botanischer Garten soll in den nächsten Jahren ein Abzweig zur neuen Haltestelle Universität West (befahren von der Linie U79) entstehen. Die U73 endet an der Haltestelle Universität Ost/Botanischer Garten. Südlich der Haltestelle besteht eine großzügig angelegte Wendeschleife, die langfristig stillgelegt werden soll, um sie durch Wendegleise zu ersetzen.

### U71, U83 Süd
| \| \| \| von Bilk \| \| \| \| U72 nach Benrath (s. u.), U73 nach Universität Ost (s. o.) \| \| \| \| Suitbertusstraße \| \| \| \| Südring \| \| \| \| Aachener Platz \| \| \| \| Volmerswerther Straße \| \| \| \| Krahkampweg \| \| \| \| Hellriegelstraße U71 U83 \| |  |                                                            |                                                            |
| U-Bahn-Strecke |  | von Bilk                                                   | von Bilk                                                   |
| U-Bahn-Abzweig geradeaus und nach links |  | U72 nach Benrath (s. u.), U73 nach Universität Ost (s. o.) | U72 nach Benrath (s. u.), U73 nach Universität Ost (s. o.) |
| U-Bahn-Haltepunkt / Haltestelle |  | Suitbertusstraße                                           | Suitbertusstraße                                           |
| U-Bahn-Haltepunkt / Haltestelle |  | Südring                                                    | Südring                                                    |
| U-Bahn-Haltepunkt / Haltestelle |  | Aachener Platz                                             | Aachener Platz                                             |
| U-Bahn-Haltepunkt / Haltestelle |  | Volmerswerther Straße                                      | Volmerswerther Straße                                      |
| U-Bahn-Haltepunkt / Haltestelle |  | Krahkampweg                                                | Krahkampweg                                                |
| |  | Hellriegelstraße U71 U83                                   |                                                            |

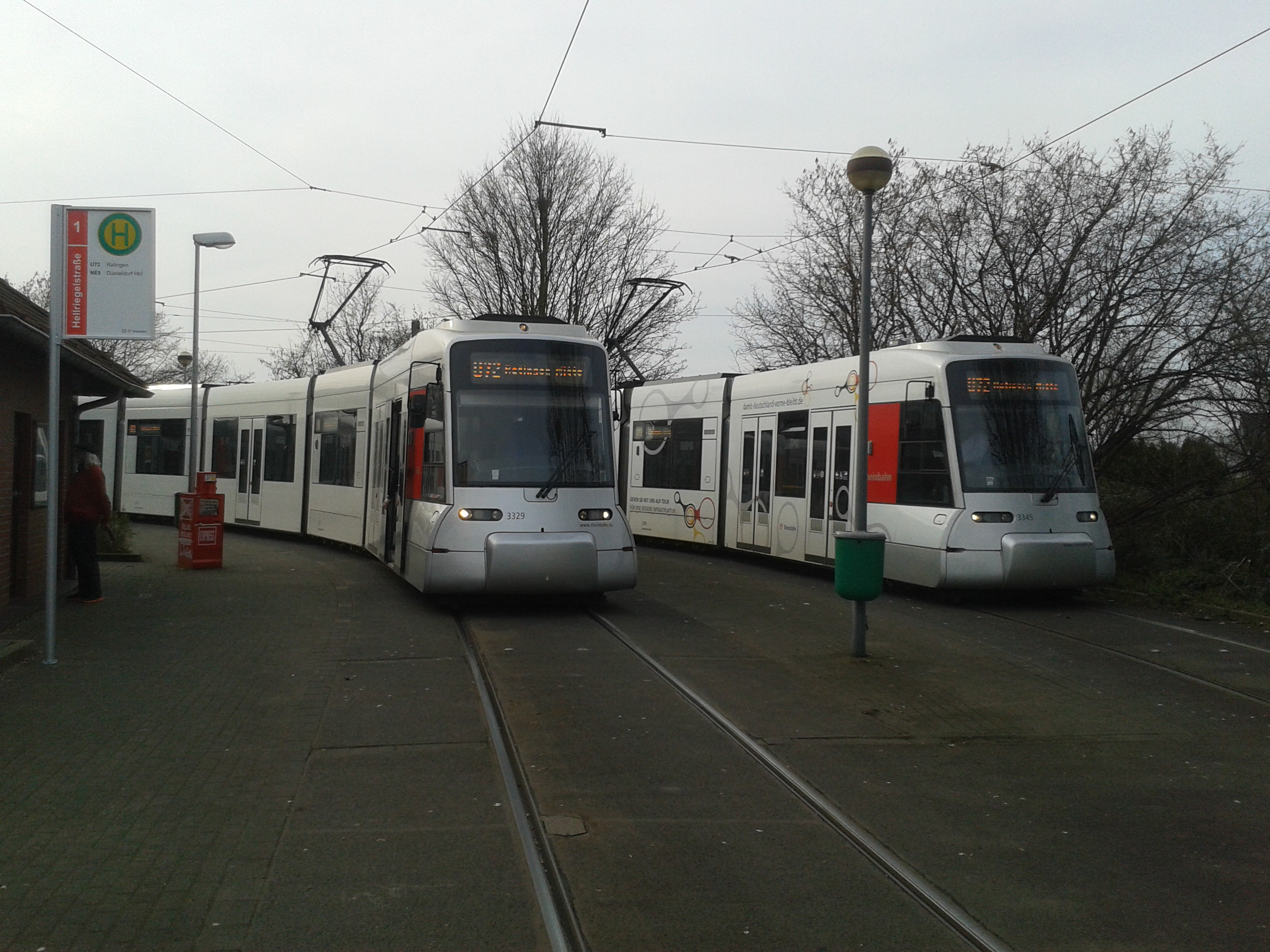
Wendeschleife Volmerswerth, Hellriegelstraße mit zwei Stadtbahnzügen der Linie U 72

Die U71 und die U83 fahren im 20-Minuten-Takt und bedienen folgenden Abschnitt wechselseitig. Hinter dem Bilker Bahnhof biegen die U71 und U83 von der Hauptstrecke ab. Zwischen der Haltestelle Suitbertusstraße und Südring verlaufen die Gleise auf der Straße. Kurz vor dem Aachener Platz war ein Abzweig zum erweiterten Betriebshof Am Steinberg geplant. Diese Idee ist allerdings bereits verworfen worden, da der Betriebshof im Juni 2011 von der Rheinbahn aufgegeben wurde. Die Haltestelle Aachener Platz ist in den nördlichen Teil des Platzes verlegt worden, um genügend Länge für Züge mit Doppeltraktion zur Verfügung zu stellen. Dabei wurde das noch vorhandene Gleis zum Abstellen der Beiwagen entfernt.

Eine Haltestelle weiter, an der Volmerswerther Straße, war zwischen 1962 und 1990 das Ende der Straßenbahnstrecke. Seit 1990 endet die Stadtbahnstrecke zwei Haltestellen weiter an der Hellriegelstraße. Hier wurde 1989–1990 eine großzügig angelegte Wendeschleife mit Toilettenhäuschen errichtet. Bis zum 1. Januar 1962 führte die Strecke weiter bis zum Volmerswerther Deich. Eine Reaktivierung des Streckenabschnittes ist jedoch nicht geplant, da die Buslinie 726 den Bedarf auf dem Streckenabschnitt bereits abdeckt.

### U72 Süd
| \| \| \| von D-Bilk (s. o.) \| \| \| \| U71, U83 nach Hellriegelstr. \| \| \| \| 704 von Merziger Str., 705 von D-Unterrath \| \| \| \| Karolingerplatz U73, 704, 705 \| \| \| \| 705, 706 nach Merowingerstr \| \| \| \| Auf’m Hennekamp U73, 704, 706 \| \| \| \| 706 nach D-Hamm \| \| \| \| Uni-Kliniken U73, 704 \| \| \| \| Universität Nord/Christophstr U73, 704 \| \| \| \| U79 von / nach Universität Ost/Botanischer Garten \| \| \| \| Südpark U79 \| \| \| \| U73 von / nach Universität Ost/Botanischer Garten \| \| \| \| U76 nach Krefeld, Rheinstraße \| \| \| \| Werstener Dorfstraße U76, U79 \| \| \| \| U79 nach DU-Meiderich Bahnhof \| \| \| \| Opladener Straße U76 \| \| \| \| Ickerswarder Straße U76 \| \| \| \| Elbruchstraße U76 \| \| \| \| Holthausen U76 \| \| \| \| Wendeschleife Holthausen U76 \| \| \| \| Niederheid \| \| \| \| Am Trippelsberg \| \| \| \| Schöne Aussicht \| \| \| \| Kappeler Straße \| \| \| \| Schloss Benrath \| \| \| \| Urdenbacher Allee \| \| \| \| Benrath S S6, S68 \| \| \| \| Benrath Betriebshof U72 \| \| \| \| Benrath Betriebshof \| |  |                                                   |                                                   |
| U-Bahn-Strecke |  | von D-Bilk (s. o.)                                | von D-Bilk (s. o.)                                |
| U-Bahn-Abzweig geradeaus und nach rechts |  | U71, U83 nach Hellriegelstr.                      | U71, U83 nach Hellriegelstr.                      |
| U-Bahn-Abzweig geradeaus und von links |  | 704 von Merziger Str., 705 von D-Unterrath        | 704 von Merziger Str., 705 von D-Unterrath        |
| U-Bahn-Haltepunkt / Haltestelle |  | Karolingerplatz U73, 704, 705                     | Karolingerplatz U73, 704, 705                     |
| U-Bahn-Abzweig geradeaus, nach rechts und von rechts |  | 705, 706 nach Merowingerstr                       | 705, 706 nach Merowingerstr                       |
| U-Bahn-Haltepunkt / Haltestelle |  | Auf’m Hennekamp U73, 704, 706                     | Auf’m Hennekamp U73, 704, 706                     |
| U-Bahn-Abzweig geradeaus und nach links |  | 706 nach D-Hamm                                   | 706 nach D-Hamm                                   |
| U-Bahn-Haltepunkt / Haltestelle |  | Uni-Kliniken U73, 704                             | Uni-Kliniken U73, 704                             |
| U-Bahn-Haltepunkt / Haltestelle |  | Universität Nord/Christophstr U73, 704            | Universität Nord/Christophstr U73, 704            |
| U-Bahn-Abzweig geradeaus und von rechts |  | U79 von / nach Universität Ost/Botanischer Garten | U79 von / nach Universität Ost/Botanischer Garten |
| U-Bahn-Haltepunkt / Haltestelle |  | Südpark U79                                       | Südpark U79                                       |
| U-Bahn-Abzweig geradeaus und nach rechts |  | U73 von / nach Universität Ost/Botanischer Garten | U73 von / nach Universität Ost/Botanischer Garten |
| U-Bahn-Abzweig geradeaus und von links |  | U76 nach Krefeld, Rheinstraße                     | U76 nach Krefeld, Rheinstraße                     |
| U-Bahn-Haltepunkt / Haltestelle |  | Werstener Dorfstraße U76, U79                     | Werstener Dorfstraße U76, U79                     |
| U-Bahn-Abzweig geradeaus und nach links |  | U79 nach DU-Meiderich Bahnhof                     | U79 nach DU-Meiderich Bahnhof                     |
| U-Bahn-Haltepunkt / Haltestelle |  | Opladener Straße U76                              | Opladener Straße U76                              |
| U-Bahn-Haltepunkt / Haltestelle |  | Ickerswarder Straße U76                           | Ickerswarder Straße U76                           |
| U-Bahn-Haltepunkt / Haltestelle |  | Elbruchstraße U76                                 | Elbruchstraße U76                                 |
| U-Bahn-Haltepunkt / Haltestelle |  | Holthausen U76                                    | Holthausen U76                                    |
| |  | Wendeschleife Holthausen U76                      |                                                   |
| U-Bahn-Haltepunkt / Haltestelle |  | Niederheid                                        | Niederheid                                        |
| U-Bahn-Haltepunkt / Haltestelle |  | Am Trippelsberg                                   | Am Trippelsberg                                   |
| U-Bahn-Haltepunkt / Haltestelle |  | Schöne Aussicht                                   | Schöne Aussicht                                   |
| U-Bahn-Haltepunkt / Haltestelle |  | Kappeler Straße                                   | Kappeler Straße                                   |
| U-Bahn-Haltepunkt / Haltestelle |  | Schloss Benrath                                   | Schloss Benrath                                   |
| U-Bahn-Haltepunkt / Haltestelle |  | Urdenbacher Allee                                 | Urdenbacher Allee                                 |
| U-Bahn-Bahnhof mit S-Bahn-Halt |  | Benrath S S6, S68                                 | Benrath S S6, S68                                 |
| U-Bahn-Bahnhof |  | Benrath Betriebshof U72                           | Benrath Betriebshof U72                           |
| |  | Benrath Betriebshof                               |                                                   |

Von Bilk S kommend zweigen zuerst die U71 und U83 nach Hellriegelstr ab. Südlich der Haltestelle Südpark zweigt die U72 von der U73 ab. Östlich des Haltepunktes benutzt die U72 die Gleise der U79 bis zur Werstener Dorfstraße mit. Dort biegt die U79 in nördliche Richtung nach Oberbilk bzw. zum Düsseldorfer Hauptbahnhof ab. Zwischen Werstener Dorfstraße und der Haltestelle Holthausen benutzt die U72 die Gleise der U76 in südliche Richtung.
Anschließend fahren sie auf einem eigenen Bahnkörper bis zum Haltepunkt Am Trippelsberg. Südlich der Haltestelle ist nach Angaben der Stadt Düsseldorf eine Wendeanlage für die Linie U76 errichtet worden, um die noch fertigzustellende Neubausiedlung Trippelsberg zusätzlich zu erschließen.

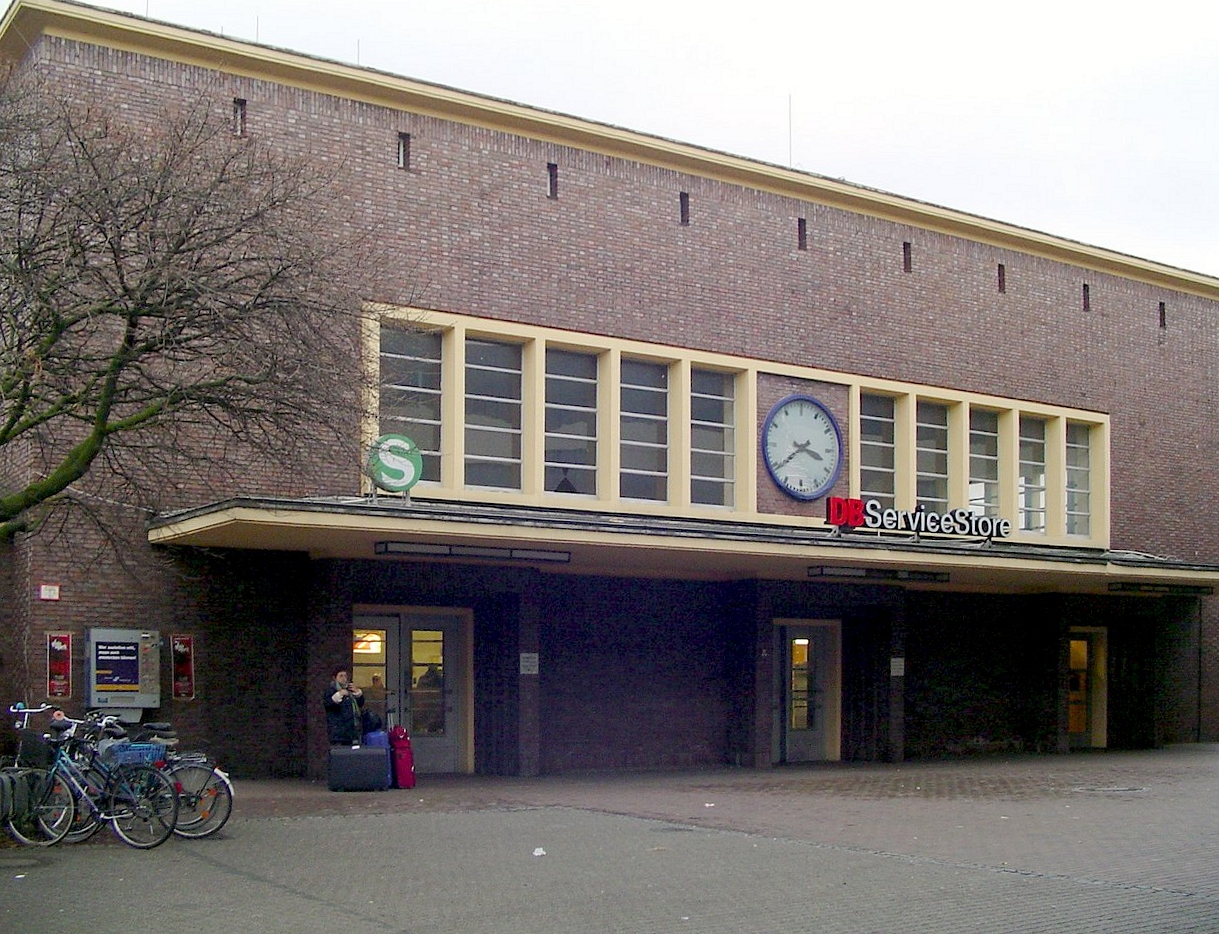
Haltepunkt Düsseldorf-Benrath

Nach vier Haltestellen passiert die U72 den Haltepunkt Düsseldorf-Benrath. Dort besteht Anschluss an die S6 der S-Bahn Rhein-Ruhr. Außerdem gibt es Verbindungen zu mehreren Buslinien. Anschließend folgt die Endhaltestelle Benrath, Betriebshof. Westlich der Wendeschleife biegt ein Stumpfgleis zum Betriebshof Benrath ab. Dieses Gleis ist so lang, dass drei Triebwagen des Typs NF10 im Betriebshof Platz finden. Eine Zeit lang gab es Planungen, die Straßenbahnstrecke nach Hilden zu reaktivieren. Allerdings wurden diese Pläne aus finanziellen Gründen zurückgestellt.

## Geschichte
| \| \| \| Schlüterstraße/Arbeitsagentur \| \| \| \| Rampe Grafenberger Allee \| \| \| \| Engerstraße \| \| \| \| Lindemannstraße \| \| \| \| Wehrhahn \| \| \| \| Pempelforter Straße \| \| \| \| Tonhallenstraße (Kreuzung Stammstrecke 4) \| \| \| \| von Stammstrecke 4 \| \| \| \| Heinrich-Heine-Allee (Kreuzung Innenstadttunnel) \| \| \| \| vom Innenstadttunnel \| \| \| \| Benrather Straße \| \| \| \| Graf-Adolf-Platz \| \| \| \| Kirchplatz/Fürstenwall \| \| \| \| von Stammstrecke 4 \| \| \| \| Düsseldorf-Bilk \| \| \| \| zur Stammstrecke 4 \| \| \| \| Suitbertusplatz \| \| \| \| Rampe Witzelsstraße \| \| \| \| nach Benrath \| |  |                                                  |                                                  |
| U-Bahn-Bahnhof (Strecke außer Betrieb) |  | Schlüterstraße/Arbeitsagentur                    | Schlüterstraße/Arbeitsagentur                    |
| U-Bahn-Tunnelanfang (Strecke außer Betrieb) |  | Rampe Grafenberger Allee                         | Rampe Grafenberger Allee                         |
| U-Bahn-Bahnhof (Strecke außer Betrieb) (im Tunnel) |  | Engerstraße                                      | Engerstraße                                      |
| U-Bahn-Bahnhof (Strecke außer Betrieb) (im Tunnel) |  | Lindemannstraße                                  | Lindemannstraße                                  |
| U-Bahn-Bahnhof mit S-Bahn-Halt (Strecke außer Betrieb) (im Tunnel) |  | Wehrhahn                                         | Wehrhahn                                         |
| U-Bahn-Bahnhof (Strecke außer Betrieb) (im Tunnel) |  | Pempelforter Straße                              | Pempelforter Straße                              |
| ehemaliger U-Bahn-Turmbahnhof mit Tunnelstrecke (Strecke geradeaus außer Betrieb) (im Tunnel) |  | Tonhallenstraße (Kreuzung Stammstrecke 4)        | Tonhallenstraße (Kreuzung Stammstrecke 4)        |
| U-Bahn-Abzweig geradeaus und von rechts (Strecke außer Betrieb) (im Tunnel) |  | von Stammstrecke 4                               | von Stammstrecke 4                               |
| U-Bahn-Turmbahnhof mit Tunnelstrecke (Strecke geradeaus außer Betrieb) (im Tunnel) |  | Heinrich-Heine-Allee (Kreuzung Innenstadttunnel) | Heinrich-Heine-Allee (Kreuzung Innenstadttunnel) |
| U-Bahn-Abzweig geradeaus und von links (Strecke außer Betrieb) (im Tunnel) |  | vom Innenstadttunnel                             | vom Innenstadttunnel                             |
| U-Bahn-Bahnhof (Strecke außer Betrieb) (im Tunnel) |  | Benrather Straße                                 | Benrather Straße                                 |
| U-Bahn-Bahnhof (Strecke außer Betrieb) (im Tunnel) |  | Graf-Adolf-Platz                                 | Graf-Adolf-Platz                                 |
| U-Bahn-Bahnhof (Strecke außer Betrieb) (im Tunnel) |  | Kirchplatz/Fürstenwall                           | Kirchplatz/Fürstenwall                           |
| U-Bahn-Abzweig geradeaus und von links (Strecke außer Betrieb) (im Tunnel) |  | von Stammstrecke 4                               | von Stammstrecke 4                               |
| U-Bahn-Bahnhof mit S-Bahn-Halt (Strecke außer Betrieb) (im Tunnel) |  | Düsseldorf-Bilk                                  | Düsseldorf-Bilk                                  |
| U-Bahn-Abzweig geradeaus und nach rechts (Strecke außer Betrieb) (im Tunnel) |  | zur Stammstrecke 4                               | zur Stammstrecke 4                               |
| U-Bahn-Bahnhof (Strecke außer Betrieb) (im Tunnel) |  | Suitbertusplatz                                  | Suitbertusplatz                                  |
| U-Bahn-Tunnelende (Strecke außer Betrieb) |  | Rampe Witzelsstraße                              | Rampe Witzelsstraße                              |
| U-Bahn-Strecke (außer Betrieb) |  | nach Benrath                                     | nach Benrath                                     |

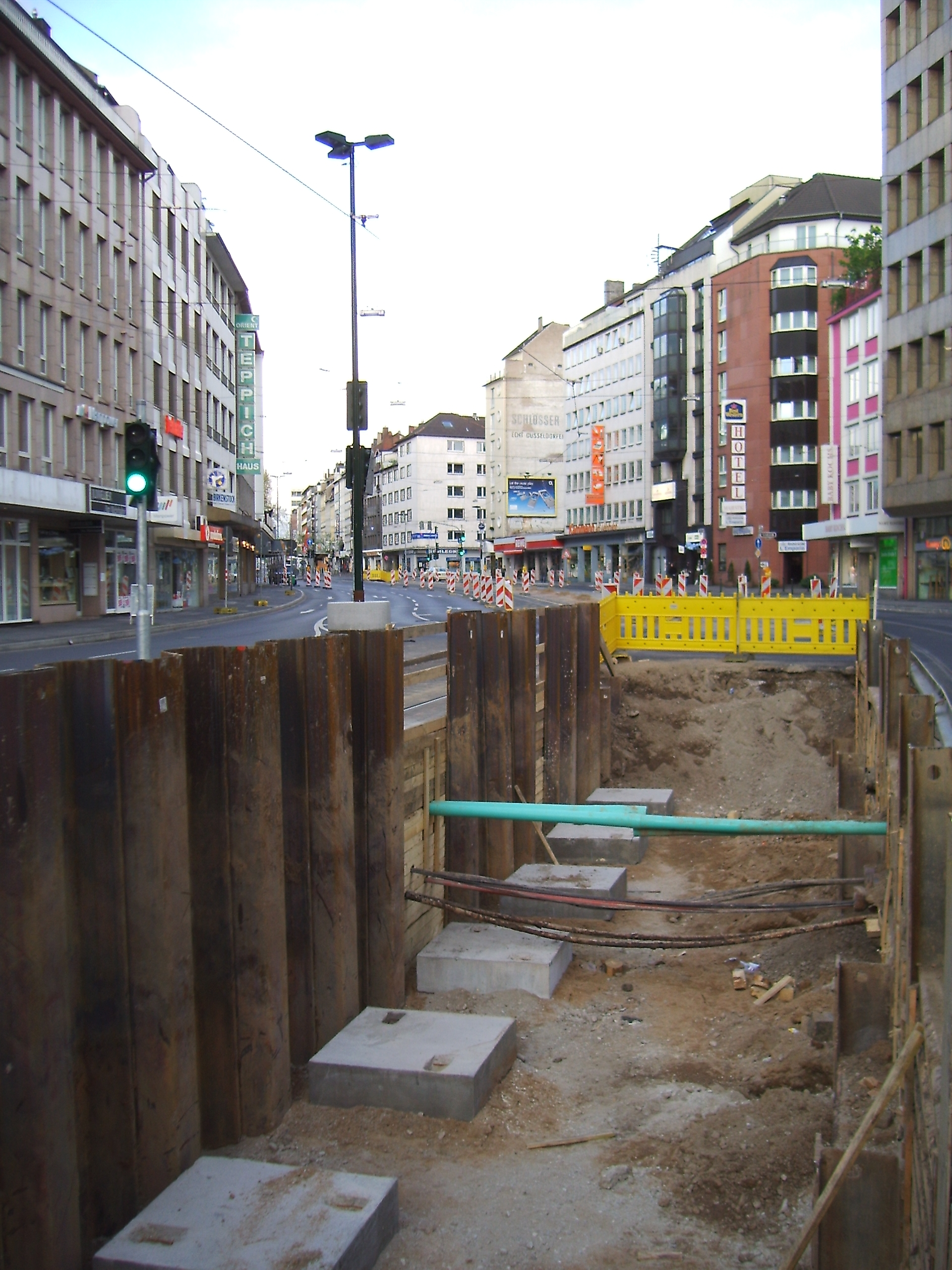
Baugrube am Wehrhahn (Stand: Mai 2008)

Bereits in den 1970er Jahren wurde im Rahmen der Stadtbahn Rhein-Ruhr die Wehrhahn-Linie als erste U-Bahn-Linie zwischen der Witzelstraße im Stadtteil Bilk und der Schlüterstraße in Düsseldorf-Grafenberg mit einer 7,4 Kilometer langen Tunnelstrecke und elf unterirdischen Bahnhöfen geplant. Die ambitionierten Zeitpläne der Anfangszeit sahen eine Eröffnung bereits 1988 vor.
Im Zuge des Baus der heute bestehenden Stammstrecke wurde im Bereich des Bahnhofs Heinrich-Heine-Allee sowohl die untere Ebene für die Wehrhahn-Linie als auch ein kurzer Tunnelabschnitt (ca. 160 Meter) bereits errichtet.
Nachdem der Abschluss der Bauarbeiten des Oberbilker Tunnels Ende der 1990er Jahre absehbar war, beschäftigte sich der Düsseldorfer Stadtrat erneut mit dem Thema Wehrhahn-Linie. Noch vor der damaligen Kommunalwahl beschloss eine SPD-CDU-Mehrheit am 19. August 1999 den Bau einer „großen“ Lösung. Diese sah den bereits in den 1970er Jahren geplanten Abschnitt vor.
Im Laufe der Detaillierung der Pläne und der Anmeldung zur Förderung beim Land Nordrhein-Westfalen wurde jedoch deutlich, dass die dafür veranschlagten Mittel in Höhe von damals 1,2 Milliarden Mark für einen Tunnel dieser Länge nicht ausreichen würden. So stellte die Stadtverwaltung nach Anpassung der Pläne eine deutlich kürzere Tunnelvariante der Öffentlichkeit und dem Düsseldorfer Stadtrat vor. Diese Variante ging von einem 3,4 Kilometer langen Tunnel aus, der sechs statt der ursprünglich geplanten elf U-Bahnhöfe besitzt. Auch ein U-Bahnhof im verbliebenen Verlauf fiel der Kürzung zum Opfer. Es waren zwei getrennte U-Bahnhöfe an den Kreuzungen Pempelforter Straße / Am Wehrhahn und Jacobistraße / Am Wehrhahn geplant. Letzterer sollte gemäß früheren Planungen der Kreuzungsbahnhof mit der vierten Stadtbahnstrecke werden. Aus den bereits genannten Kostengründen wurden die beiden U-Bahnhöfe in der Straße Am Wehrhahn zu einem Bahnhof auf Höhe der Oststraße zusammengelegt.
2004 wurde das Planfeststellungsverfahren eröffnet, das 2006 beendet wurde. Zur gleichen Zeit ist der Bau von der Stadt endgültig beschlossen worden. Am 28. November 2007 wurde am Graf-Adolf-Platz mit einem symbolischen Akt der erste Spatenstich vom damaligen Oberbürgermeister Joachim Erwin vollzogen.
Am 20. Februar 2016 wurde die Wehrhahn-Linie mit einem großen Fest auf dem Schadowplatz eröffnet. Gleichzeitig wurde die oberirdische Straßenbahnstrecke mit historischen Bahnen verabschiedet.

### Infocenter
Auf dem Corneliusplatz, am nördlichen Ende der Königsallee gelegen, befand sich zwischen November 2007 und September 2015 das aus Baucontainern bestehende Informationszentrum der Wehrhahn-Linie. Es enthielt unter anderem eine Dauerausstellung über das Kö-Bogen-Projekt.

### Baufortschritte

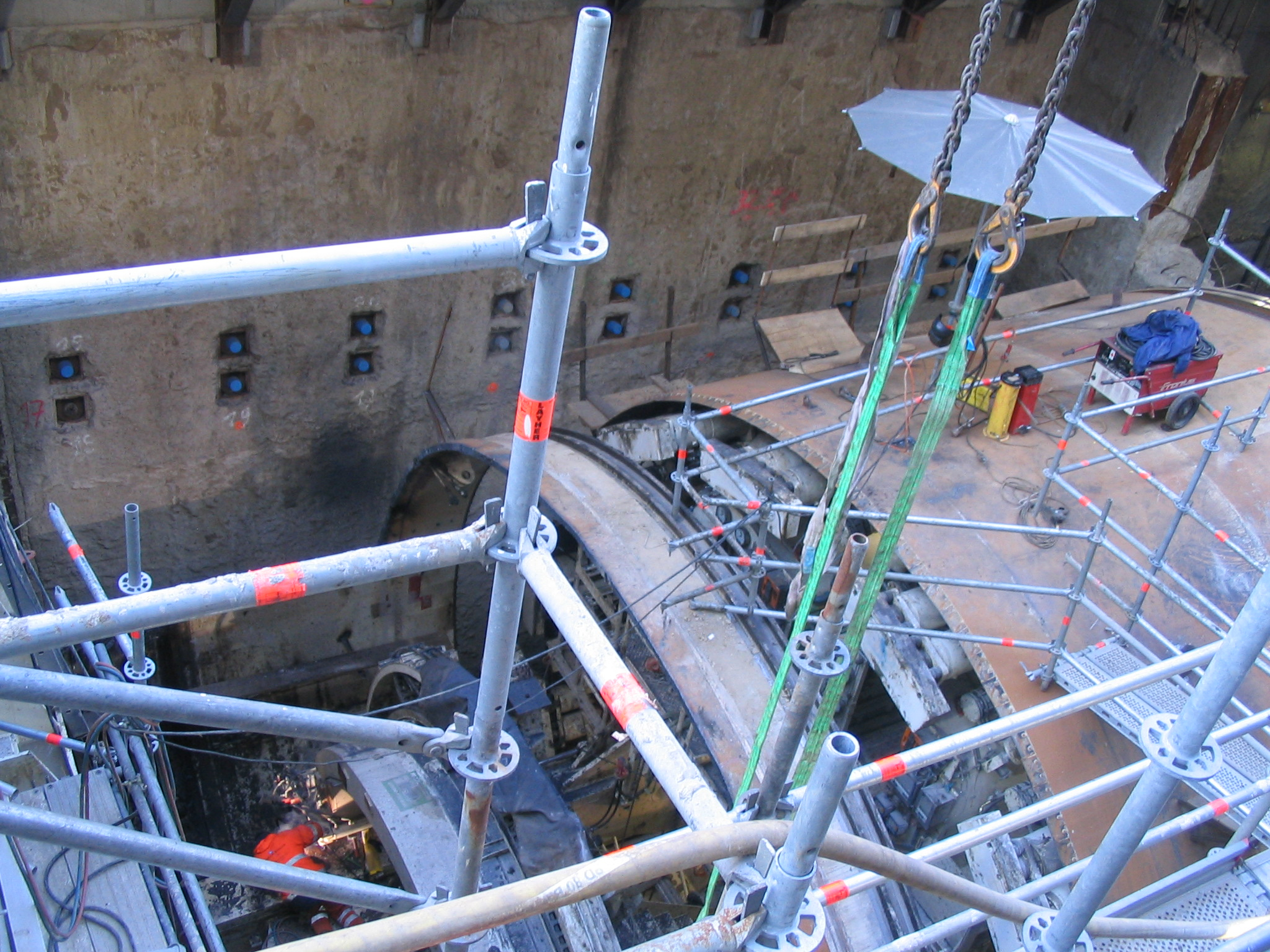
Februar 2012: Am Wehrhahn wird der Bohrkopf wieder abgebaut

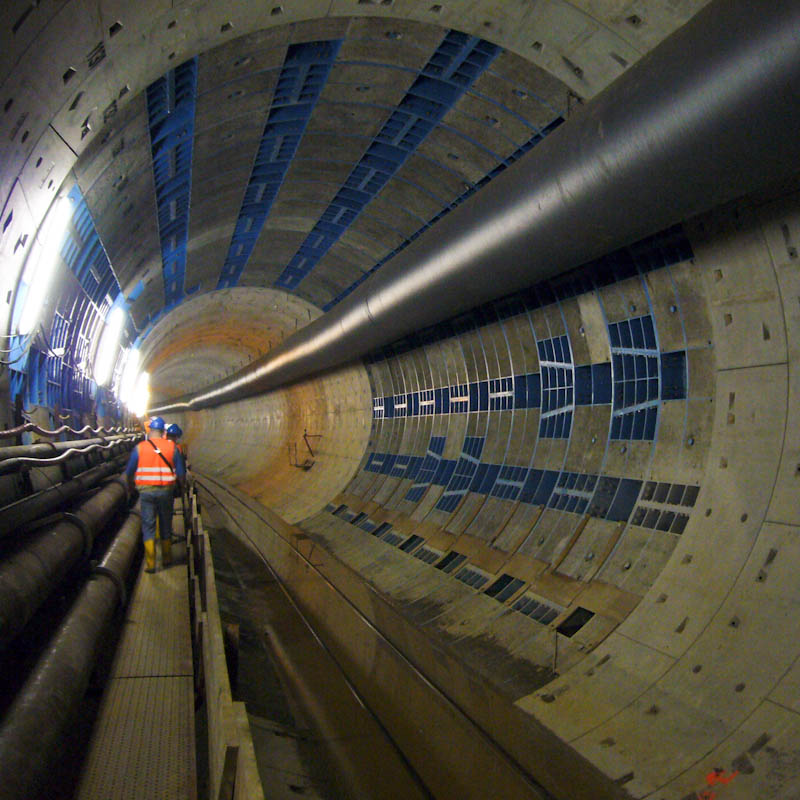
Tunnelröhre unterhalb der Berliner Allee im August 2011

Baubeginn für die Wehrhahn-Linie war im Jahr 2007. Ab 2008 wurde mit dem Bau der zukünftigen U-Bahnhöfe begonnen. Anfang 2012 wurde die Tunnelbohrung abgeschlossen. Die Fertigstellung der Linie erfolgte im Februar 2016. Im Dezember 2015 wurde bei mindestens 400 bereits verlegten Schwellen Holzwurmbefall festgestellt, die vor Inbetriebnahme ausgetauscht werden mussten.

#### Am Wehrhahn
Seit dem ersten Spatenstich im März 2008 wurden am Wehrhahn beide Straßenbahngleise verschwenkt, das Verbindungsgleis zur Oststraße stillgelegt und zwei Abzweige eingebaut. Im Juni 2008 wurden alle Fahrbahnen auf die südliche Seite des Wehrhahn verlegt, um das Baufeld auf der nördlichen Seite freizulegen. Um die Tunnelröhren statisch zu belasten, wird das Tunnelende mit Erdreich verlegt.

#### Schadowstraße
Im Februar 2008 wurden alle Bäume entlang des neuen Bahnhofes gefällt. Am 5. Mai 2008 begannen die Erdarbeiten. Im Juni 2008 wurde der Goldfingerbrunnen an der Schadowstraße abgebrochen, um Straßenbahnschienen zu weichen, die wegen der U-Bahnhof-Baustelle verschwenkt werden mussten.

#### Corneliusplatz
Seit Ende 2007 verlor der Corneliusplatz seine ursprüngliche Schönheit. Der Schalenbrunnen wurde abmontiert, die Bäume gefällt und dort die Baustelleneinrichtungsfläche aufgebaut. Zudem wurde das Infocenter Wehrhahn-Linie dort errichtet. Seit Sommer 2008 wurden dort mehrere Baucontainer und Bentonit-Silos errichtet.

#### Kasernenstraße
Anfang April 2009 wurde beim Anlegen neuer Kanäle im Bereich Kasernen- und Benrather Straße ein Skelett ausgegraben. Es wird vermutet, dass es sich um einen Überrest des um 1700 vor den Stadtmauern angelegten jüdischen Friedhofs handelt.

#### Graf-Adolf-Platz/Elisabethstraße

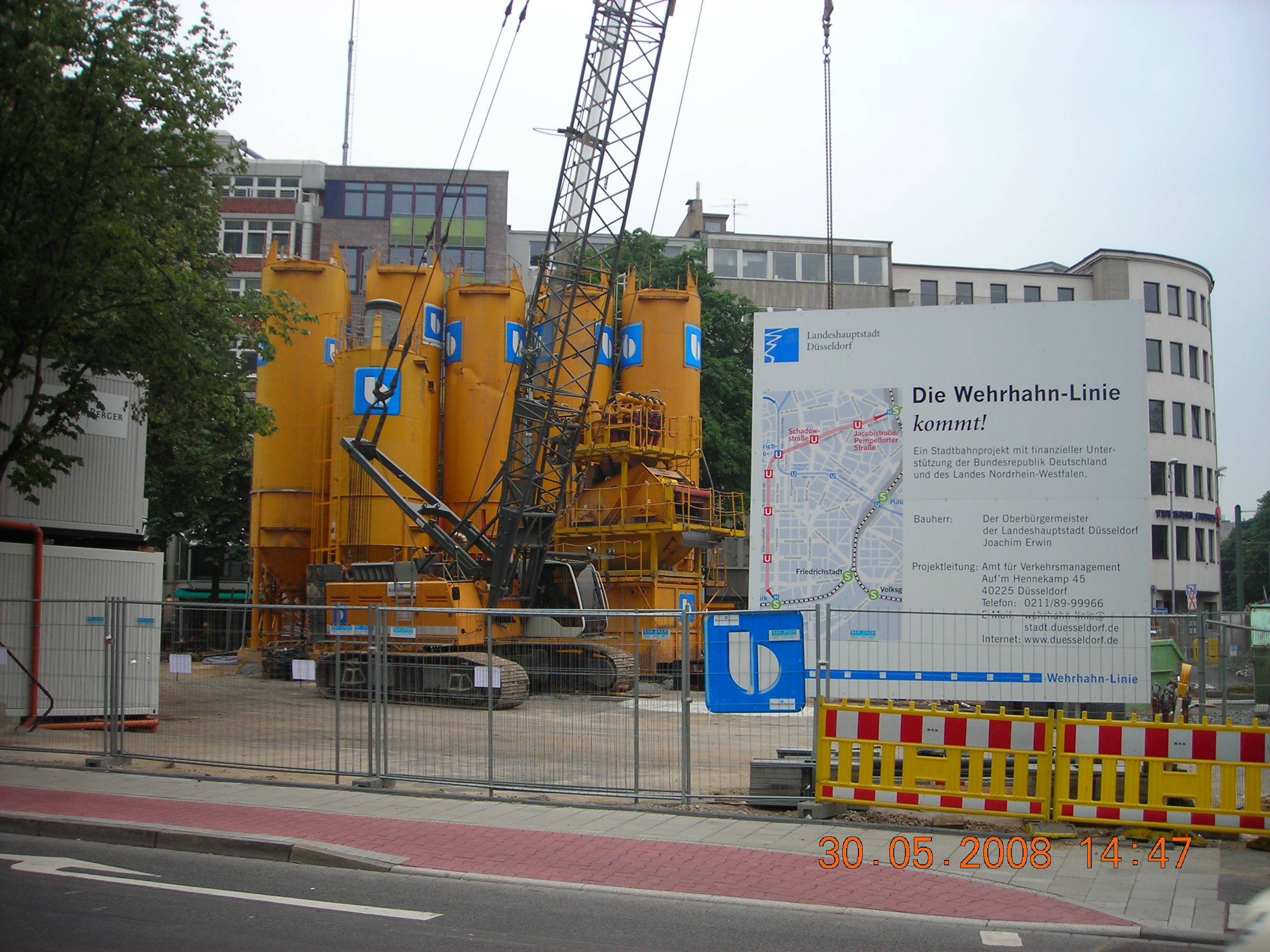
Im Mai 2008 aufgestellte Bentonit-Silos an der Baustelle am Graf-Adolf-Platz

Bereits im Oktober 2007 wurden die ersten Flächen am Graf-Adolf-Platz eingezäunt. Seitdem wurden Gas- und Wasserleitungen umgelegt. Außerdem wurden dort fünf Bentonitsilos aufgestellt. Mitte Mai 2008 wurden die Straßenbahngleise in Richtung Düsseldorf-Bilk verschwenkt. Damit konnte die Straße ebenfalls verschwenkt werden, um Platz für die künftige Baustelle zu schaffen. Vom Juni bis Mitte August 2008 wurden die ersten Schlitzwände in den Erdboden gebaggert. Danach sind alle Bentonitsilos wieder abtransportiert und zum Bilker Bahnhof gebracht worden. Hier liefen seit März 2012 die Bauarbeiten am neuen U-Bahnhof.

#### Elisabethstraße/Kirchplatz
Im Januar 2008 begannen die Bauarbeiten am Kirchplatz. Die Leitungen wurden umgelegt und es wurde Platz für Baufahrzeuge geschaffen. Mitte Mai 2008 wurden die Straßenbahngleise im Bereich der Elisabethstraße verschoben. Ab März 2012 wurden die Wände des neuen U-Bahnhof betoniert.

## Ausbau und Planungen
Die Wehrhahn-Linie wurde gekürzt, eine Umsetzung ehemaliger Überlegungen zur Verlängerung der Tunnelstrecke ist jedoch auch nachträglich möglich.

### Südverlängerung
Zu den möglichen Streckenerweiterungen zählt die so genannte „Südverlängerung“. Diese Strecke hätte zwei neue U-Bahn-Stationen:
- Bahnhof Düsseldorf-Bilk
- Suitbertusplatz

Diese Streckenverlängerung hätte erhebliche Vorteile für die Wehrhahn-Linie, da das Tunnelende an der Universitätsklinik direkt an einen eigenen Straßenbahnkörper anschließt, der sich mit wenig Aufwand zum kreuzungsfreien Streckenabschnitt umbauen lässt. Die Fahrzeit von der Haltestelle Uni-Klinik bis zum U-Bahnhof Heinrich-Heine-Allee würde sich somit von derzeit 10 auf 6 Minuten verkürzen lassen.
Allerdings gab es des Öfteren Kritik daran, dass die Strecke in Richtung Düsseldorf-Volmerswerth von der Wehrhahn-Linie abgeschnitten wäre. Trotz allem gehört die Südverlängerung zum mittelfristigen Ausbauprogramm der Stadt Düsseldorf.

### Ostverlängerung
Eine weitere Ausbauvariante ist die so genannte „Ostverlängerung“ vom Wehrhahn zur Schlüterstraße. Durch diese Streckenverlängerung würden zwei neue U-Bahn-Stationen entstehen:
- Bahnhof Düsseldorf Wehrhahn
- Lindemannstraße

Da es Planungen gibt, die Gleise auf der Grafenberger Allee auf einem eigenen Bahnkörper zu errichten, wird die Notwendigkeit dieser Tunnelstrecke bezweifelt.

### Hofgartenkurve
| \| \| \| Stammstrecke der Wehrhahn-Linie \| \| \| \| Alt-Pempelfort/Schloss Jägerhof \| \| \| \| Stockkampstraße \| \| \| \| Münsterplatz \| \| \| \| Rampe Spichernplatz \| \| \| \| Spichernplatz \| |  |                                 |                                 |
| U-Bahn-Abzweig ehemals geradeaus und nach rechts (im Tunnel) |  | Stammstrecke der Wehrhahn-Linie | Stammstrecke der Wehrhahn-Linie |
| U-Bahn-Bahnhof (Strecke außer Betrieb) (im Tunnel) |  | Alt-Pempelfort/Schloss Jägerhof | Alt-Pempelfort/Schloss Jägerhof |
| U-Bahn-Bahnhof (Strecke außer Betrieb) (im Tunnel) |  | Stockkampstraße                 | Stockkampstraße                 |
| U-Bahn-Bahnhof (Strecke außer Betrieb) (im Tunnel) |  | Münsterplatz                    | Münsterplatz                    |
| U-Bahn-Tunnelende (Strecke außer Betrieb) |  | Rampe Spichernplatz             | Rampe Spichernplatz             |
| U-Bahn-Bahnhof (Strecke außer Betrieb) |  | Spichernplatz                   | Spichernplatz                   |

Ein kurze Zeit geplanter Ausbau war die so genannte „Hofgartenkurve“. Dieser Ausbau wäre ein kostengünstiger Ersatz der nie gebauten Stammstrecke 4. Allerdings bestanden diese Planungen zu der Zeit, als der Stammtunnel der Wehrhahn-Linie noch bis zur Uni-Klinik gebaut werden sollte und eine großzügige Wendeanlage am Bilker Bahnhof angedacht war. Nach den heutigen Planungen ist ein Abzweig unrealistisch, da der Tunnelabschnitt zwischen Schadowstraße und Bilk (S) überlastet wäre.

### Bahnhof Bilk
Im Januar 2008 wurde der Straßenverlauf der nördlichen Elisabethstraße um wenige Meter westlich verschoben, um auf Höhe der ehemaligen Straße den künftigen Startschacht errichten zu können. Der Parkplatz an der Bachstraße wurde geschlossen, da hier der Abraum der Tunnelbohrmaschine vom Bentonit getrennt wurde. Auch für den weiteren Tunnelbau ab dem Corneliusplatz in Richtung Wehrhahn wurde diese Separiermaschine genutzt.

Ende 2011 musste die ehemalige Straßenbahnhaltestelle im Zuge des Baus der Rampe in die Brunnenstraße (Linien 706, 707 und 713) bzw. in die Aachener Straße (Linie 712) verlegt werden.

## Rampen

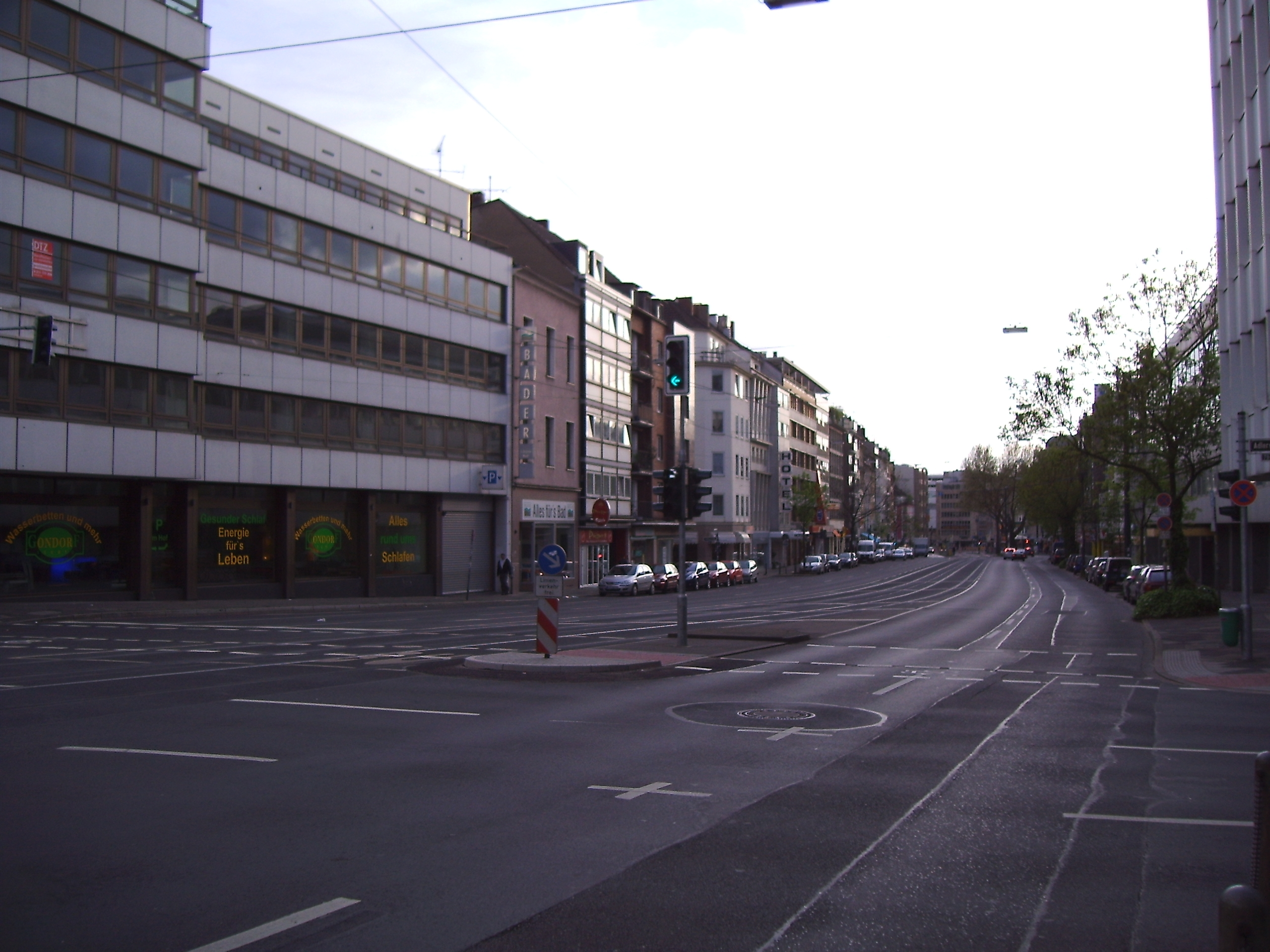
Anfang Mai 2008 ist von der Baustelle an der Stelle der künftigen Rampe noch nichts zu sehen

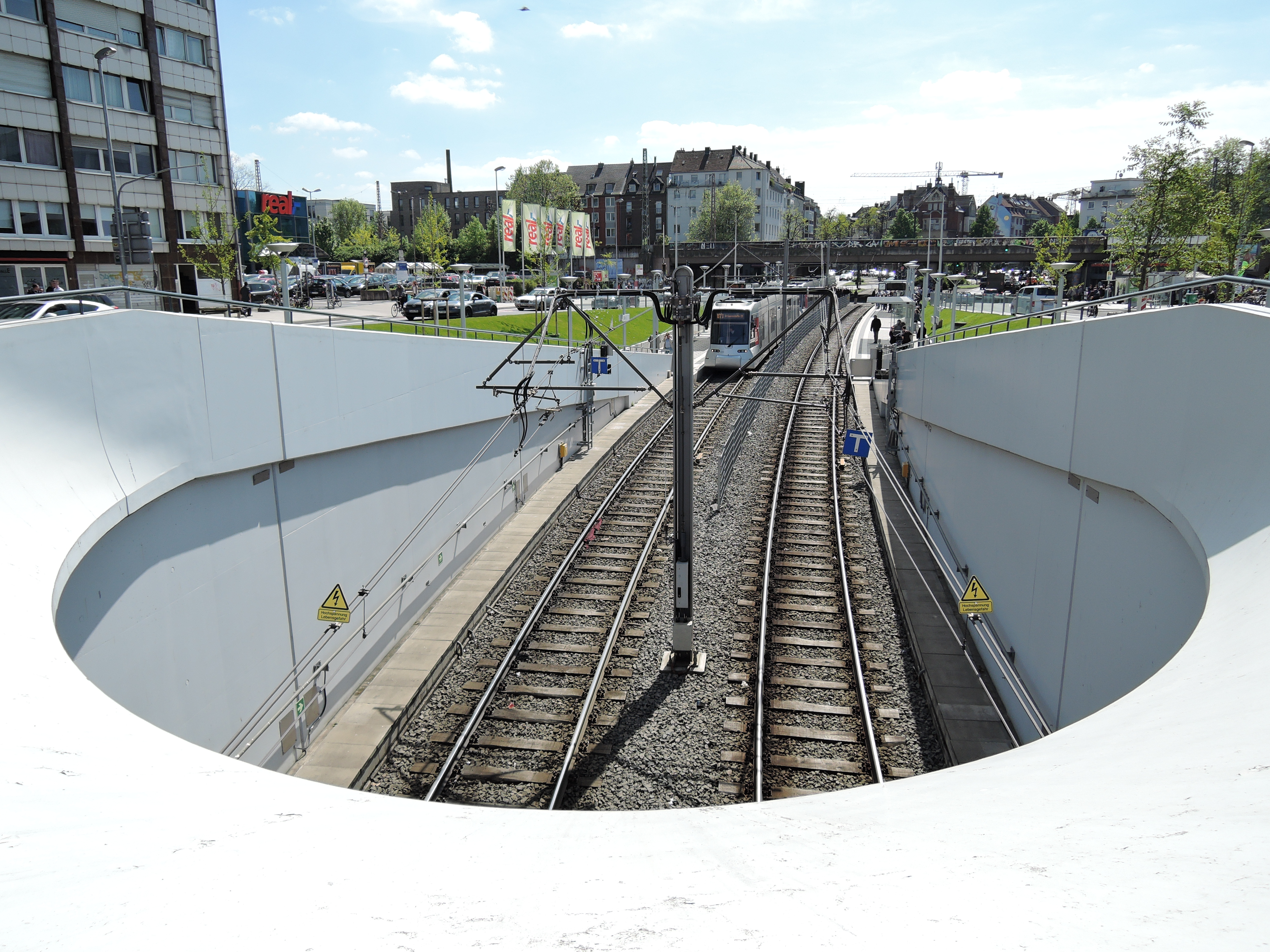
Rampe Bilk im Mai 2017

Die Wehrhahn-Linie besitzt zwei Rampen:

### Rampe Wehrhahn
Die östliche Rampe der Wehrhahn-Linie wurde am Wehrhahn/Ecke Adlerstraße gebaut. Ursprünglich war geplant, die Wehrhahn-Linie unterirdisch bis zur Grafenberger Allee zu führen. Hierfür wäre jedoch ein siebter U-Bahnhof erforderlich geworden, worauf aus Kostengründen verzichtet wurde. Seit 2012 liefen die Arbeiten an der neuen Rampe. Um die Röhre statisch zu belasten, wurde die Tunnelröhre mit Erdreich aufgefüllt. Im Januar 2013 wurden Gleise angeliefert, die ab Februar 2013 im Tunnel verlegt wurden.

### Rampe Bilk
An der Stelle der vormaligen Straßenbahnhaltestelle am Bahnhof Düsseldorf-Bilk befindet sich die neue Stadtbahnhaltestelle. Hier beginnt zugleich die Rampe. Diese erstreckt sich von der Eisenbahnbrücke am Bilker Bahnhof bis zur Bachstraße. Das Ende des Tunnels besitzt zwei Abzweige: Das linke Ende (vom Tunnel aus gesehen) führt zur Aus- und Einfahrt der Rampe, das rechte Ende ist eine Bauvorleistung für eine unterirdische Verlängerung der Trasse in Richtung Witzelstraße.

## Linien und Fahrplan
| Linie | Strecke | Inbetrieb- nahme | Vorgänger- linien | Länge (Strecke 2016–2024; in km) | Haltestellen (U-Bahnhöfe) |
| ----- | --- | ---------------- | ----------------- | -------------------------------- | ------------------------- |
| U 71  | (D-Rath –) Mörsenbroich, Heinrichstraße – Uhlandstraße – D-Wehrhahn – U Heinrich-Heine-Allee – D-Bilk – Hellriegelstraße            | 20. Februar 2016 | 701 und 713       | 18,5                             | 30 (6)                    |
| U 72  | Ratingen Mitte – Uhlandstraße – D-Wehrhahn – U Heinrich-Heine-Allee – D-Bilk – Universität Nord – Holthausen – Benrath, Betriebshof | 20. Februar 2016 | 712               | 16,5                             | 44 (6)                    |
| U 73  | D-Gerresheim – Staufenplatz – Uhlandstraße – D-Wehrhahn – U Heinrich-Heine-Allee – D-Bilk – Universität Ost/Botanischer Garten      | 20. Februar 2016 | 703 und 707       | 13,5                             | 23 (6)                    |
| U 83  | Gerresheim Krankenhaus – Staufenplatz – Uhlandstraße – D-Wehrhahn – U Heinrich-Heine-Allee – D-Bilk – Hellriegelstraße              | 20. Februar 2016 | 703 und 713       | 20,4                             | 23 (6)                    |

Mit der Eröffnung der Wehrhahn-Linie wurden die Straßenbahnlinien, welche den Tunnel befahren, angepasst. So entstand aus der Linie 713 und einem Teil der 701 die „U71“. Die 712 wurde in „U72“ und die 703 zzgl. dem südlichen Streckenteil der 707 in „U73“ umbenannt.
Die vormaligen Linien 706 und 715 waren ebenfalls betroffen. Da für diese Linien z. B. keine Rampe aus dem Tunnel am Jan-Wellem-Platz in Richtung Norden (Kaiserstraße) vorgesehen war und die Strecke Jan-Wellem- bis Graf-Adolf-Platz bzw. Bilk Bahnhof oberirdisch nicht mehr befahrbar ist, verkehren diese Linien ab Jan-Wellem-Platz auf dem Linienweg der Linie 701 (Berliner Allee), um dann an der Hüttenstraße (705 bzw. 715) auf ihren ehemaligen Linienweg zurückzukehren bzw. ab Berliner Allee über Graf-Adolf-Platz und Bilker Kirche nach Hamm zu fahren (706). Die Linie 715 wurde in diesem Zuge in 705 umbenannt.
Die ursprünglichen Planungen zur U71 sahen vor, dass sie abwechselnd zur Heinrichstraße und zum Gerresheimer Krankenhaus fährt. Doch befürchtete man, dass die beiden Endhaltestellen nur im 40-Minuten-Takt angefahren werden könnten, sodass man sich für die Neueinführung einer weiteren Linie entschied. Die U83 bedient den Abschnitt Gerresheim Krankenhaus und fährt weitestgehend parallel zur U73. 2024 wurde im Zuge des sogenannten RheinTakts, einige Linienwege getauscht. Während die U71 und U83 ab dem Bahnhof Bilk nach Volmerswerth fahren, fährt die U72 ab Bilk nach Benrath.

## Fahrzeuge

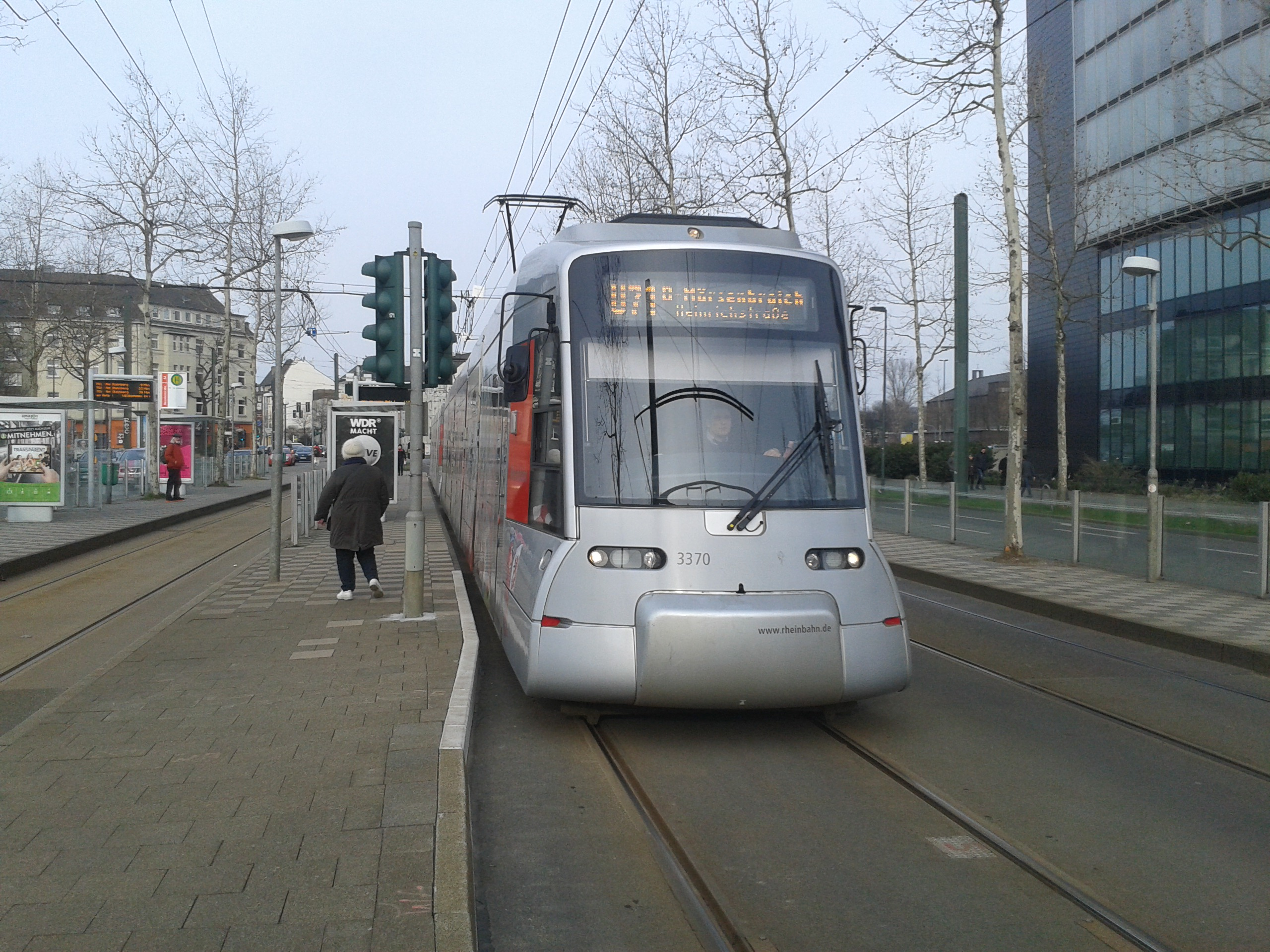
Stadtbahnwagen NF8U auf der Linie U 71 an der Haltestelle Heinrichstraße

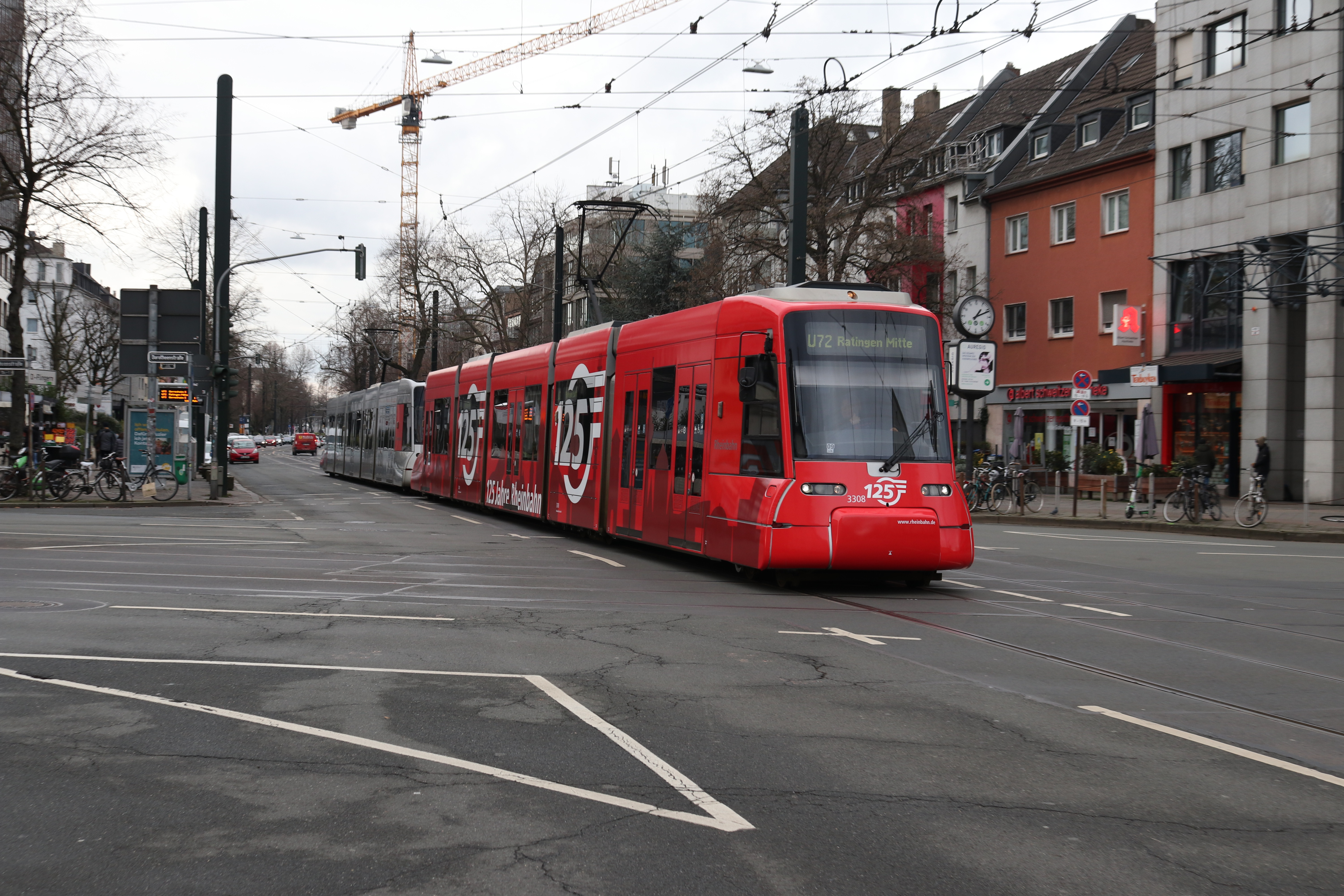
Fahrzeug 3308 mit der Jubiläumsbeklebung der Rheinbahn

Die Linien der Wehrhahn-Linie werden ausschließlich von Niederflur-Stadtbahnwagen des Typs NF8U der Reihe Combino befahren. Der NF8U ist ein Einrichtungsfahrzeug, welches im Gegensatz zu üblichen Einrichtungswagen Türen auf beiden Seiten besitzt, damit der Triebwagen auch an Mittelbahnsteigen halten kann. Er hat wie seine Geschwisterzüge NF 10 und NF 8 einen hundertprozentigen Niederflureinstieg in 30 Zentimeter Höhe.
Die folgenden Grundeigenschaften sollten dabei zum Tragen kommen:
- Niederflurwagen
- Einrichtungswagen mit Türen auf beiden Seiten
- IMÜ ZUB200-fähig
- Wagenkastenbreite nicht größer als 2,4 Meter

Wegen der geringen Gleisabstände auf den Außenstrecken der Wehrhahn-Linie kommt ein Einsatz von hochflurigen Stadtbahnwagen mit einer Breite von 2,65 Meter nicht in Frage, zumal man auch die Bahnsteige nicht auf 90 Zentimeter erhöhen wollte. Allerdings entschied man sich auch nicht für normale Zweirichtungsstraßenbahnwagen, sondern für einen Einrichtungstriebwagen mit Türen auf beiden Seiten, um sie auch an Mittelbahnsteigen halten lassen zu können.
Im Mai 2006 kamen die ersten Wagen des Typs auf die Gleise der Rheinbahn, wo sie seit dem 18. April 2007 eingesetzt wurden. Seit April 2012 stehen der Rheinbahn insgesamt 76 Wagen dieses Typs zur Verfügung.

## Entschädigungszahlungen an ansässige Unternehmen
Durch die Düsseldorfer Stadtverwaltung wurde bekanntgegeben, es seien Entschädigungszahlungen in Höhe von etwa 1,3 Millionen Euro an Unternehmen geleistet worden, die nachweislich durch die U-Bahn-Baustellen von Umsatzeinbußen betroffen gewesen seien. Dazu zählen neben den Einzelhändlern, die durch die veränderten Kundenströme geringere Verkaufszahlen hatten, auch die Vermieter der jeweiligen Ladenlokale, welche Mietpreisminderungen vornehmen mussten oder Geschäftsräume nicht vermieten konnten. Dabei seien an die Gruppe der Einzelhändler 875.000 Euro und an die Vermieter 410.000 Euro gezahlt worden.